# Lista över insjöar i Sverige med namn som slutar på -järvi (Lappland A-O)
järvi ingår i namnet på följande insjöar i Lappland (A-O) i Sverige som har Wikipedia-artikel:
- Aapurijärvi, sjö i Gällivare kommun och Lappland 67°44′00″N 20°06′13″Ö / 67.73322°N 20.10357°Ö
- Ahopäänjärvi, sjö i Gällivare kommun och Lappland 66°46′46″N 21°10′55″Ö / 66.77953°N 21.18186°Ö
- Ahvenjärvi (Gällivare socken, Lappland, 741568-170953), sjö i Gällivare kommun och Lappland 66°45′59″N 20°33′59″Ö / 66.76642°N 20.56651°Ö
- Ahvenjärvi (Gällivare socken, Lappland, 741757-171054), sjö i Gällivare kommun och Lappland 66°46′57″N 20°35′34″Ö / 66.78261°N 20.59265°Ö
- Ahvenjärvi (Gällivare socken, Lappland, 741884-172937), sjö i Gällivare kommun och Lappland 66°46′50″N 21°01′16″Ö / 66.78043°N 21.02118°Ö
- Ahvenjärvi (Gällivare socken, Lappland, 741886-170820), sjö i Gällivare kommun och Lappland 66°47′41″N 20°32′57″Ö / 66.79480°N 20.54923°Ö
- Ahvenjärvi (Gällivare socken, Lappland, 741888-171414), sjö i Gällivare kommun och Lappland 66°47′37″N 20°40′19″Ö / 66.79366°N 20.67206°Ö
- Ahvenjärvi (Gällivare socken, Lappland, 742074-170422), sjö i Gällivare kommun och Lappland 66°48′55″N 20°27′18″Ö / 66.81523°N 20.45489°Ö
- Ahvenjärvi (Gällivare socken, Lappland, 742744-171929), sjö i Gällivare kommun och Lappland 66°51′53″N 20°48′31″Ö / 66.86464°N 20.80870°Ö
- Ahvenjärvi (Gällivare socken, Lappland, 743639-175529), sjö i Gällivare kommun och Lappland 66°55′10″N 21°38′02″Ö / 66.91931°N 21.63383°Ö
- Ahvenjärvi (Gällivare socken, Lappland, 743868-171944), sjö i Gällivare kommun och Lappland 66°57′59″N 20°49′52″Ö / 66.96633°N 20.83121°Ö
- Ahvenjärvi (Gällivare socken, Lappland, 743980-170324), sjö i Gällivare kommun och Lappland 66°59′10″N 20°27′54″Ö / 66.98623°N 20.46506°Ö
- Ahvenjärvi (Gällivare socken, Lappland, 744463-172686), sjö i Gällivare kommun och Lappland 67°00′45″N 21°00′48″Ö / 67.01261°N 21.01330°Ö
- Ahvenjärvi (Gällivare socken, Lappland, 744675-172173), sjö i Gällivare kommun och Lappland 67°02′05″N 20°53′46″Ö / 67.03476°N 20.89604°Ö
- Ahvenjärvi (Gällivare socken, Lappland, 744853-172310), sjö i Gällivare kommun och Lappland 67°03′01″N 20°56′05″Ö / 67.05024°N 20.93477°Ö
- Ahvenjärvi (Gällivare socken, Lappland, 747250-174362), sjö i Gällivare kommun och Lappland 67°15′02″N 21°26′58″Ö / 67.25043°N 21.44947°Ö
- Ahvenjärvi (Gällivare socken, Lappland, 747935-171334), sjö i Gällivare kommun och Lappland 67°19′54″N 20°46′15″Ö / 67.33153°N 20.77088°Ö
- Ahvenjärvi (Gällivare socken, Lappland, 748155-172756), sjö i Gällivare kommun och Lappland 67°20′34″N 21°06′01″Ö / 67.34285°N 21.10040°Ö
- Ahvenjärvi (Gällivare socken, Lappland, 748666-172318), sjö i Gällivare kommun och Lappland 67°23′36″N 21°00′23″Ö / 67.39331°N 21.00645°Ö
- Ahvenjärvi (Gällivare socken, Lappland, 749011-169945), sjö i Gällivare kommun och Lappland 67°26′35″N 20°27′42″Ö / 67.44306°N 20.46176°Ö
- Ahvenjärvi (Gällivare socken, Lappland, 750569-168399), sjö i Gällivare kommun och Lappland 67°35′13″N 20°07′15″Ö / 67.58695°N 20.12072°Ö
- Ahvenjärvi (Gällivare socken, Lappland, 750740-169547), sjö i Gällivare kommun och Lappland 67°35′36″N 20°24′18″Ö / 67.59342°N 20.40497°Ö
- Ahvenjärvi (Jukkasjärvi socken, Lappland, 748927-176494), sjö i Kiruna kommun och Lappland 67°22′47″N 21°59′00″Ö / 67.37970°N 21.98339°Ö
- Ahvenjärvi (Jukkasjärvi socken, Lappland, 749907-173238), sjö i Kiruna kommun och Lappland 67°29′43″N 21°15′06″Ö / 67.49521°N 21.25157°Ö
- Ahvenjärvi (Jukkasjärvi socken, Lappland, 749952-176006), sjö i Kiruna kommun och Lappland 67°28′31″N 21°53′38″Ö / 67.47539°N 21.89376°Ö
- Ahvenjärvi (Jukkasjärvi socken, Lappland, 750201-174615), sjö i Kiruna kommun och Lappland 67°30′37″N 21°34′33″Ö / 67.51030°N 21.57577°Ö
- Ahvenjärvi (Jukkasjärvi socken, Lappland, 752888-177838), sjö i Kiruna kommun och Lappland 67°43′19″N 22°23′45″Ö / 67.72183°N 22.39590°Ö
- Ahvenjärvi (Jukkasjärvi socken, Lappland, 753771-177719), sjö i Kiruna kommun och Lappland 67°48′00″N 22°22′42″Ö / 67.80002°N 22.37822°Ö
- Ahvenjärvi (Jukkasjärvi socken, Lappland, 755175-173867), sjö i Kiruna kommun och Lappland 67°57′41″N 21°30′33″Ö / 67.96139°N 21.50911°Ö
- Ahvenjärvi (Jukkasjärvi socken, Lappland, 755922-174052), sjö i Kiruna kommun och Lappland 68°01′25″N 21°33′30″Ö / 68.02356°N 21.55834°Ö
- Ahvenjärvi (Jukkasjärvi socken, Lappland, 755944-174480), sjö i Kiruna kommun och Lappland 68°01′14″N 21°40′20″Ö / 68.02053°N 21.67217°Ö
- Ahvenjärvi (Jukkasjärvi socken, Lappland, 756868-175482), sjö i Kiruna kommun och Lappland 68°05′42″N 21°55′36″Ö / 68.09506°N 21.92670°Ö
- Ahvenjärvi (Jukkasjärvi socken, Lappland, 756949-175768), sjö i Kiruna kommun och Lappland 68°05′57″N 22°00′03″Ö / 68.09922°N 22.00087°Ö
- Ahvenjärvi (Karesuando socken, Lappland, 755468-177439), sjö i Kiruna kommun och Lappland 67°57′27″N 22°21′37″Ö / 67.95739°N 22.36035°Ö
- Ahvenjärvi (Karesuando socken, Lappland, 755576-179414), sjö i Kiruna kommun och Lappland 67°56′49″N 22°49′37″Ö / 67.94687°N 22.82708°Ö
- Ahvenjärvi (Karesuando socken, Lappland, 755849-178181), sjö i Kiruna kommun och Lappland 67°58′52″N 22°33′21″Ö / 67.98099°N 22.55575°Ö
- Ahvenjärvi (Karesuando socken, Lappland, 759205-178176), sjö i Kiruna kommun och Lappland 68°16′48″N 22°38′31″Ö / 68.27995°N 22.64197°Ö
- Ahvenjärvi (Karesuando socken, Lappland, 759267-176072), sjö i Kiruna kommun och Lappland 68°18′19″N 22°07′56″Ö / 68.30522°N 22.13219°Ö
- Ahvenjärvi (Karesuando socken, Lappland, 760129-176257), sjö i Kiruna kommun och Lappland 68°22′52″N 22°12′14″Ö / 68.38110°N 22.20394°Ö
- Ahvenjärvi (Karesuando socken, Lappland, 760413-176820), sjö i Kiruna kommun och Lappland 68°24′06″N 22°20′20″Ö / 68.40171°N 22.33885°Ö
- Ailijärvi, sjö i Kiruna kommun och Lappland 67°54′50″N 22°27′25″Ö / 67.91376°N 22.45692°Ö
- Ainasjärvi, sjö i Kiruna kommun och Lappland 67°41′34″N 20°54′24″Ö / 67.69287°N 20.90661°Ö
- Ainattijärvi, sjö i Kiruna kommun och Lappland 68°21′19″N 21°55′19″Ö / 68.35532°N 21.92203°Ö
- Aitajärvi (Gällivare socken, Lappland), sjö i Gällivare kommun och Lappland 66°47′51″N 20°27′05″Ö / 66.79744°N 20.45152°Ö
- Aitajärvi (Jukkasjärvi socken, Lappland), sjö i Kiruna kommun och Lappland 67°59′47″N 21°43′55″Ö / 67.99642°N 21.73204°Ö
- Aittajärvi (Jukkasjärvi socken, Lappland, 753159-177613), sjö i Kiruna kommun och Lappland 67°44′51″N 22°20′40″Ö / 67.74742°N 22.34442°Ö
- Aittajärvi (Jukkasjärvi socken, Lappland, 753189-176498), sjö i Kiruna kommun och Lappland 67°45′37″N 22°04′59″Ö / 67.76024°N 22.08294°Ö
- Aittajärvi (Jukkasjärvi socken, Lappland, 753362-176955), sjö i Kiruna kommun och Lappland 67°46′13″N 22°11′59″Ö / 67.77037°N 22.19981°Ö
- Aittavaaranahvenjärvi, sjö i Kiruna kommun och Lappland 68°00′21″N 21°45′03″Ö / 68.00582°N 21.75078°Ö
- Aittijärvi, sjö i Gällivare kommun och Lappland 67°37′48″N 20°20′18″Ö / 67.62999°N 20.33827°Ö
- Ajojärvi (Gällivare socken, Lappland), sjö i Gällivare kommun och Lappland 67°34′06″N 20°09′11″Ö / 67.56830°N 20.15306°Ö
- Ajojärvi (Jukkasjärvi socken, Lappland), sjö i Kiruna kommun och Lappland 67°28′58″N 21°23′13″Ö / 67.48284°N 21.38695°Ö
- Akkajärvi (Gällivare socken, Lappland, 743030-173276), sjö i Gällivare kommun och Lappland 66°52′58″N 21°07′00″Ö / 66.88274°N 21.11670°Ö
- Akkajärvi (Gällivare socken, Lappland, 748418-171659), sjö i Gällivare kommun och Lappland 67°21′04″N 20°51′26″Ö / 67.35104°N 20.85727°Ö
- Akkajärvi (Gällivare socken, Lappland, 749366-174883), sjö i Gällivare kommun och Lappland 67°26′10″N 21°37′00″Ö / 67.43603°N 21.61676°Ö
- Akkajärvi (Jukkasjärvi socken, Lappland), sjö i Kiruna kommun och Lappland 67°44′36″N 22°21′24″Ö / 67.74324°N 22.35655°Ö
- Aksujärvi (Gällivare socken, Lappland, 744312-175755), sjö i Gällivare kommun och Lappland 66°58′29″N 21°42′37″Ö / 66.97461°N 21.71031°Ö
- Aksujärvi (Gällivare socken, Lappland, 749035-173701), sjö i Gällivare kommun och Lappland 67°24′54″N 21°20′04″Ö / 67.41511°N 21.33454°Ö
- Ala Ahmajärvi, sjö i Kiruna kommun och Lappland 68°04′06″N 23°07′19″Ö / 68.06842°N 23.12204°Ö
- Ala Ahvenjärvi, sjö i Kiruna kommun och Lappland 68°03′44″N 21°59′21″Ö / 68.06220°N 21.98922°Ö
- Ala Kevusjärvi, sjö i Kiruna kommun och Lappland 68°01′10″N 21°57′06″Ö / 68.01931°N 21.95176°Ö
- Ala Makkarajärvi, sjö i Kiruna kommun och Lappland 67°34′55″N 21°07′33″Ö / 67.58187°N 21.12595°Ö
- Ala Nappasjärvi, sjö i Kiruna kommun och Lappland 67°56′24″N 22°04′17″Ö / 67.93997°N 22.07128°Ö
- Ala Puolisjärvi, sjö i Kiruna kommun och Lappland 67°38′12″N 21°40′44″Ö / 67.63654°N 21.67880°Ö
- Ala Ristijärvi, sjö i Kiruna kommun och Lappland 67°47′49″N 21°32′06″Ö / 67.79682°N 21.53498°Ö
- Ala Träskajärvi, sjö i Kiruna kommun och Lappland 68°08′07″N 20°23′38″Ö / 68.13526°N 20.39393°Ö
- Ala-Aaltojärvi, sjö i Gällivare kommun och Lappland 67°26′06″N 21°32′20″Ö / 67.43495°N 21.53896°Ö
- Ala-Ahvenjärvi, sjö i Kiruna kommun och Lappland 67°55′40″N 22°55′02″Ö / 67.92766°N 22.91712°Ö
- Ala-Jänkkäjärvi, sjö i Kiruna kommun och Lappland 67°43′56″N 22°22′38″Ö / 67.73231°N 22.37724°Ö
- Ala-Kannisjärvi, sjö i Kiruna kommun och Lappland 67°42′41″N 22°08′24″Ö / 67.71129°N 22.14002°Ö
- Ala-Koutojärvi, sjö i Kiruna kommun och Lappland 67°49′23″N 22°26′55″Ö / 67.82311°N 22.44864°Ö
- Ala-Leipojärvi, sjö i Gällivare kommun och Lappland 67°02′48″N 21°12′59″Ö / 67.04656°N 21.21642°Ö
- Ala-Nurmajärvi, sjö i Kiruna kommun och Lappland 67°23′42″N 21°56′03″Ö / 67.39491°N 21.93423°Ö
- Ala-Pietarijärvi, sjö i Gällivare kommun och Lappland 67°25′13″N 20°37′19″Ö / 67.42020°N 20.62192°Ö
- Ala-Ruonajärvi, sjö i Kiruna kommun och Lappland 67°34′16″N 21°55′07″Ö / 67.57123°N 21.91873°Ö
- Ala-Sangerjärvi, sjö i Gällivare kommun och Lappland 66°56′06″N 21°30′03″Ö / 66.93504°N 21.50085°Ö
- Ala-Särkijärvi, sjö i Kiruna kommun och Lappland 67°45′08″N 22°03′26″Ö / 67.75223°N 22.05726°Ö
- Ala-Vuottamajärvi, sjö i Gällivare kommun och Lappland 67°24′04″N 21°12′11″Ö / 67.40122°N 21.20317°Ö
- Alajärvi (Gällivare socken, Lappland, 744774-173891), sjö i Gällivare kommun och Lappland 67°01′52″N 21°17′41″Ö / 67.03111°N 21.29472°Ö
- Alajärvi (Gällivare socken, Lappland, 749615-172507), sjö i Gällivare kommun och Lappland 67°28′26″N 21°04′21″Ö / 67.47399°N 21.07244°Ö
- Alajärvi (Jukkasjärvi socken, Lappland), sjö i Kiruna kommun och Lappland 68°06′42″N 21°39′54″Ö / 68.11168°N 21.66506°Ö
- Alanen Aptasjärvi, sjö i Kiruna kommun och Lappland 67°46′11″N 20°28′26″Ö / 67.76967°N 20.47401°Ö
- Alanen Hannukanjärvi, sjö i Kiruna kommun och Lappland 68°22′42″N 22°07′26″Ö / 68.37839°N 22.12382°Ö
- Alanen Käyräjärvi, sjö i Kiruna kommun och Lappland 67°58′09″N 20°08′28″Ö / 67.96905°N 20.14106°Ö
- Alanen Laanijärvi, sjö i Kiruna kommun och Lappland 67°57′55″N 20°27′38″Ö / 67.96525°N 20.46051°Ö
- Alanen Markkajärvi, sjö i Kiruna kommun och Lappland 67°50′10″N 22°11′24″Ö / 67.83623°N 22.19000°Ö
- Alanen Ounisjärvi, sjö i Kiruna kommun och Lappland 67°55′10″N 21°36′29″Ö / 67.91958°N 21.60811°Ö
- Alanen Rengasjärvi, sjö i Kiruna kommun och Lappland 67°55′12″N 21°23′54″Ö / 67.92005°N 21.39826°Ö
- Alanen Saatukkajärvi, sjö i Kiruna kommun och Lappland 68°03′41″N 22°29′46″Ö / 68.06128°N 22.49618°Ö
- Alanen Sevujärvi, sjö i Kiruna kommun och Lappland 68°01′16″N 20°36′35″Ö / 68.02118°N 20.60973°Ö
- Alanen Vuolusjärvi, sjö i Kiruna kommun och Lappland 67°59′23″N 20°24′45″Ö / 67.98970°N 20.41249°Ö
- Alanenjärvi (Gällivare socken, Lappland), sjö i Gällivare kommun och Lappland 67°07′44″N 20°58′33″Ö / 67.12875°N 20.97595°Ö
- Alanenjärvi (Jukkasjärvi socken, Lappland), sjö i Kiruna kommun och Lappland 67°42′37″N 22°19′37″Ö / 67.71029°N 22.32692°Ö
- Alavuomakkajärvi, sjö i Gällivare kommun och Lappland 67°41′25″N 19°53′38″Ö / 67.69020°N 19.89380°Ö
- Aliojärvi, sjö i Kiruna kommun och Lappland 67°57′31″N 22°49′50″Ö / 67.95863°N 22.83042°Ö
- Altojärvi, sjö i Gällivare kommun och Lappland 67°09′59″N 21°16′00″Ö / 67.16646°N 21.26674°Ö
- Alttajärvi, sjö i Kiruna kommun och Lappland 67°48′52″N 20°33′42″Ö / 67.81432°N 20.56165°Ö
- Amasjärvi (Gällivare socken, Lappland, 748465-174298), sjö i Gällivare kommun och Lappland 67°21′31″N 21°27′52″Ö / 67.35859°N 21.46455°Ö
- Amasjärvi (Gällivare socken, Lappland, 749182-174847), sjö i Gällivare kommun och Lappland 67°25′10″N 21°36′20″Ö / 67.41952°N 21.60547°Ö
- Amukkajärvi, sjö i Kiruna kommun och Lappland 67°32′15″N 21°53′24″Ö / 67.53738°N 21.88996°Ö
- Angerusjärvi, sjö i Kiruna kommun och Lappland 67°38′07″N 21°46′59″Ö / 67.63526°N 21.78293°Ö
- Annajärvi, sjö i Gällivare kommun och Lappland 67°25′18″N 21°26′45″Ö / 67.42177°N 21.44588°Ö
- Anteruksenjärvi (Jukkasjärvi socken, Lappland, 757324-174517), sjö i Kiruna kommun och Lappland 68°08′44″N 21°42′42″Ö / 68.14566°N 21.71167°Ö
- Anteruksenjärvi (Jukkasjärvi socken, Lappland, 757896-174542), sjö i Kiruna kommun och Lappland 68°11′39″N 21°44′21″Ö / 68.19417°N 21.73920°Ö
- Antinjärvi, sjö i Kiruna kommun och Lappland 68°10′40″N 22°54′40″Ö / 68.17766°N 22.91103°Ö
- Anuntijärvet (Jukkasjärvi socken, Lappland, 749811-174148), sjö i Kiruna kommun och Lappland 67°28′43″N 21°27′30″Ö / 67.47855°N 21.45845°Ö
- Anuntijärvet (Jukkasjärvi socken, Lappland, 749863-174101), sjö i Kiruna kommun och Lappland 67°29′01″N 21°26′55″Ö / 67.48358°N 21.44861°Ö
- Arpujärvi, sjö i Kiruna kommun och Lappland 68°50′52″N 20°55′30″Ö / 68.84778°N 20.92503°Ö
- Auskarinjärvi, sjö i Kiruna kommun och Lappland 68°27′41″N 22°24′35″Ö / 68.46134°N 22.40982°Ö
- Autojärvi (Gällivare socken, Lappland, 743201-174170), sjö i Gällivare kommun och Lappland 66°53′14″N 21°19′35″Ö / 66.88724°N 21.32645°Ö
- Autojärvi (Gällivare socken, Lappland, 751109-168984), sjö i Gällivare kommun och Lappland 67°37′47″N 20°16′35″Ö / 67.62972°N 20.27642°Ö
- Avvakkojärvi, sjö i Kiruna kommun och Lappland 67°52′09″N 20°54′52″Ö / 67.86912°N 20.91448°Ö
- Bergsmannijärvi, sjö i Kiruna kommun och Lappland 67°41′08″N 20°56′02″Ö / 67.68562°N 20.93390°Ö
- Eliaksenjärvi, sjö i Kiruna kommun och Lappland 68°09′00″N 22°03′03″Ö / 68.15001°N 22.05086°Ö
- Ellakuotsajärvi (Jukkasjärvi socken, Lappland, 755476-174351), sjö i Kiruna kommun och Lappland 67°58′47″N 21°37′42″Ö / 67.97962°N 21.62821°Ö
- Ellakuotsajärvi (Jukkasjärvi socken, Lappland, 755905-174465), sjö i Kiruna kommun och Lappland 68°01′06″N 21°39′45″Ö / 68.01835°N 21.66249°Ö
- Ellijärvi (Gällivare socken, Lappland, 746447-172393), sjö i Gällivare kommun och Lappland 67°11′36″N 20°59′06″Ö / 67.19321°N 20.98493°Ö
- Ellijärvi (Gällivare socken, Lappland, 748041-172478), sjö i Gällivare kommun och Lappland 67°20′05″N 21°02′09″Ö / 67.33462°N 21.03586°Ö
- Erkinjärvi (Jukkasjärvi socken, Lappland, 752455-176755), sjö i Kiruna kommun och Lappland 67°41′37″N 22°07′35″Ö / 67.69372°N 22.12650°Ö
- Erkinjärvi (Jukkasjärvi socken, Lappland, 756182-174445), sjö i Kiruna kommun och Lappland 68°02′35″N 21°40′04″Ö / 68.04318°N 21.66784°Ö
- Erkkijärvi, sjö i Kiruna kommun och Lappland 67°39′26″N 21°30′39″Ö / 67.65712°N 21.51083°Ö
- Falijärvi, sjö i Kiruna kommun och Lappland 68°19′21″N 22°07′50″Ö / 68.32248°N 22.13066°Ö
- Fankijärvi, sjö i Gällivare kommun och Lappland 67°39′49″N 19°51′41″Ö / 67.66353°N 19.86131°Ö
- Fiskarijärvi, sjö i Gällivare kommun och Lappland 67°42′12″N 20°13′23″Ö / 67.70334°N 20.22301°Ö
- Fiällojärvi, sjö i Gällivare kommun och Lappland 67°21′47″N 20°43′07″Ö / 67.36316°N 20.71866°Ö
- Frankinjärvi, sjö i Gällivare kommun och Lappland 66°58′27″N 20°41′36″Ö / 66.97424°N 20.69325°Ö
- Haikamaajärvi, sjö i Kiruna kommun och Lappland 68°13′02″N 23°02′17″Ö / 68.21722°N 23.03818°Ö
- Halju-Rautujärvi, sjö i Kiruna kommun och Lappland 67°57′35″N 22°37′31″Ö / 67.95973°N 22.62535°Ö
- Halkojärvi, sjö i Kiruna kommun och Lappland 68°23′09″N 22°19′57″Ö / 68.38592°N 22.33258°Ö
- Hangasjärvi (Karesuando socken, Lappland, 755797-179425), sjö i Kiruna kommun och Lappland 67°57′41″N 22°50′40″Ö / 67.96127°N 22.84442°Ö
- Hangasjärvi (Karesuando socken, Lappland, 757088-178212), sjö i Kiruna kommun och Lappland 68°05′14″N 22°35′26″Ö / 68.08724°N 22.59059°Ö
- Hanhijärvi (Gällivare socken, Lappland, 746191-169202), sjö i Gällivare kommun och Lappland 67°11′28″N 20°14′42″Ö / 67.19121°N 20.24487°Ö
- Hanhijärvi (Gällivare socken, Lappland, 748442-176210), sjö i Gällivare kommun och Lappland 67°20′15″N 21°54′27″Ö / 67.33758°N 21.90759°Ö
- Hanhijärvi (Jukkasjärvi socken, Lappland), sjö i Kiruna kommun och Lappland 68°03′25″N 21°49′53″Ö / 68.05707°N 21.83140°Ö
- Hanhijärvi (Karesuando socken, Lappland), sjö i Kiruna kommun och Lappland 67°57′12″N 22°29′38″Ö / 67.95344°N 22.49375°Ö
- Hankijärvi, sjö i Gällivare kommun och Lappland 66°56′37″N 20°50′28″Ö / 66.94372°N 20.84122°Ö
- Hannukkajärvi (Jukkasjärvi socken, Lappland, 752583-171111), sjö i Kiruna kommun och Lappland 67°44′57″N 20°47′59″Ö / 67.74922°N 20.79982°Ö
- Hannukkajärvi (Jukkasjärvi socken, Lappland, 756739-175050), sjö i Kiruna kommun och Lappland 68°05′17″N 21°49′12″Ö / 68.08819°N 21.82003°Ö
- Hannunjärvi, sjö i Kiruna kommun och Lappland 68°00′42″N 21°44′45″Ö / 68.01158°N 21.74578°Ö
- Harrijärvi (Gällivare socken, Lappland, 744392-170162), sjö i Gällivare kommun och Lappland 67°01′49″N 20°25′13″Ö / 67.03022°N 20.42036°Ö
- Harrijärvi (Gällivare socken, Lappland, 748436-175583), sjö i Gällivare kommun och Lappland 67°20′45″N 21°45′18″Ö / 67.34574°N 21.75512°Ö
- Harrijärvi (Gällivare socken, Lappland, 748615-174297), sjö i Gällivare kommun och Lappland 67°22′20″N 21°27′30″Ö / 67.37230°N 21.45846°Ö
- Harrijärvi (Gällivare socken, Lappland, 751810-168816), sjö i Gällivare kommun och Lappland 67°41′37″N 20°14′54″Ö / 67.69375°N 20.24840°Ö
- Harrijärvi (Jukkasjärvi socken, Lappland, 754754-169655), sjö i Kiruna kommun och Lappland 67°57′45″N 20°31′23″Ö / 67.96248°N 20.52313°Ö
- Harrijärvi (Jukkasjärvi socken, Lappland, 756107-171292), sjö i Kiruna kommun och Lappland 68°03′42″N 20°55′18″Ö / 68.06159°N 20.92154°Ö
- Harrijärvi (Jukkasjärvi socken, Lappland, 757746-173177), sjö i Kiruna kommun och Lappland 68°11′53″N 21°23′44″Ö / 68.19795°N 21.39549°Ö
- Harrijärvi (Karesuando socken, Lappland, 756901-179398), sjö i Kiruna kommun och Lappland 68°03′44″N 22°51′42″Ö / 68.06222°N 22.86159°Ö
- Harrijärvi (Karesuando socken, Lappland, 757994-176644), sjö i Kiruna kommun och Lappland 68°11′18″N 22°14′05″Ö / 68.18825°N 22.23468°Ö
- Harrijärvi (Karesuando socken, Lappland, 759170-177387), sjö i Kiruna kommun och Lappland 68°16′38″N 22°25′18″Ö / 68.27736°N 22.42155°Ö
- Harrijärvi (Karesuando socken, Lappland, 759713-174004), sjö i Kiruna kommun och Lappland 68°21′40″N 21°37′43″Ö / 68.36117°N 21.62853°Ö
- Harrikurujärvi, sjö i Kiruna kommun och Lappland 68°03′18″N 21°01′50″Ö / 68.05502°N 21.03066°Ö
- Hartijärvi, sjö i Gällivare kommun och Lappland 67°23′01″N 21°14′59″Ö / 67.38364°N 21.24966°Ö
- Haukanpesänjärvi, sjö i Kiruna kommun och Lappland 67°43′38″N 22°16′34″Ö / 67.72710°N 22.27605°Ö
- Haukijärvi (Gällivare socken, Lappland, 740401-172483), sjö i Gällivare kommun och Lappland 66°39′10″N 20°53′48″Ö / 66.65287°N 20.89653°Ö
- Haukijärvi (Gällivare socken, Lappland, 742615-172074), sjö i Gällivare kommun och Lappland 66°51′07″N 20°50′21″Ö / 66.85207°N 20.83926°Ö
- Haukijärvi (Gällivare socken, Lappland, 742724-172504), sjö i Gällivare kommun och Lappland 66°51′32″N 20°56′26″Ö / 66.85879°N 20.94052°Ö
- Haukijärvi (Gällivare socken, Lappland, 742864-173802), sjö i Gällivare kommun och Lappland 66°51′34″N 21°14′25″Ö / 66.85946°N 21.24037°Ö
- Haukijärvi (Gällivare socken, Lappland, 743722-175624), sjö i Gällivare kommun och Lappland 66°55′14″N 21°40′12″Ö / 66.92049°N 21.67012°Ö
- Haukijärvi (Gällivare socken, Lappland, 743787-170791), sjö i Gällivare kommun och Lappland 66°57′57″N 20°34′06″Ö / 66.96581°N 20.56831°Ö
- Haukijärvi (Gällivare socken, Lappland, 744659-174423), sjö i Gällivare kommun och Lappland 67°01′00″N 21°24′50″Ö / 67.01660°N 21.41388°Ö
- Haukijärvi (Gällivare socken, Lappland, 746554-168424), sjö i Gällivare kommun och Lappland 67°13′32″N 20°04′40″Ö / 67.22567°N 20.07780°Ö
- Haukijärvi (Gällivare socken, Lappland, 747951-170856), sjö i Gällivare kommun och Lappland 67°20′27″N 20°38′50″Ö / 67.34097°N 20.64720°Ö
- Haukijärvi (Gällivare socken, Lappland, 748074-171166), sjö i Gällivare kommun och Lappland 67°20′44″N 20°43′39″Ö / 67.34554°N 20.72740°Ö
- Haukijärvi (Gällivare socken, Lappland, 748178-173346), sjö i Gällivare kommun och Lappland 67°20′21″N 21°14′18″Ö / 67.33923°N 21.23836°Ö
- Haukijärvi (Gällivare socken, Lappland, 748837-173957), sjö i Gällivare kommun och Lappland 67°23′35″N 21°23′37″Ö / 67.39319°N 21.39351°Ö
- Haukijärvi (Gällivare socken, Lappland, 748868-173925), sjö i Gällivare kommun och Lappland 67°23′46″N 21°23′12″Ö / 67.39622°N 21.38674°Ö
- Haukijärvi (Gällivare socken, Lappland, 749665-168877), sjö i Gällivare kommun och Lappland 67°30′05″N 20°13′43″Ö / 67.50129°N 20.22874°Ö
- Haukijärvi (Gällivare socken, Lappland, 752115-167854), sjö i Gällivare kommun och Lappland 67°43′41″N 20°01′09″Ö / 67.72805°N 20.01927°Ö
- Haukijärvi (Gällivare socken, Lappland, 752979-165789), sjö i Gällivare kommun och Lappland 67°49′05″N 19°32′23″Ö / 67.81804°N 19.53975°Ö
- Haukijärvi (Gällivare socken, Lappland, 753192-165086), sjö i Gällivare kommun och Lappland 67°50′29″N 19°23′21″Ö / 67.84126°N 19.38911°Ö
- Haukijärvi (Jukkasjärvi socken, Lappland), sjö i Kiruna kommun och Lappland 67°44′54″N 21°51′50″Ö / 67.74838°N 21.86384°Ö
- Haukijärvi (Karesuando socken, Lappland, 754314-179160), sjö i Kiruna kommun och Lappland 67°50′04″N 22°44′19″Ö / 67.83446°N 22.73870°Ö
- Haukijärvi (Karesuando socken, Lappland, 760536-176858), sjö i Kiruna kommun och Lappland 68°24′34″N 22°20′49″Ö / 68.40941°N 22.34695°Ö
- Haukkajärvi, sjö i Gällivare kommun och Lappland 66°57′13″N 22°03′48″Ö / 66.95358°N 22.06332°Ö
- Haukurasjärvi, sjö i Kiruna kommun och Lappland 68°00′54″N 21°50′08″Ö / 68.01498°N 21.83553°Ö
- Haurajärvi, sjö i Kiruna kommun och Lappland 67°39′21″N 21°29′09″Ö / 67.65592°N 21.48595°Ö
- Heikkijärvi, sjö i Gällivare kommun och Lappland 67°43′06″N 20°04′35″Ö / 67.71839°N 20.07647°Ö
- Heinajärvi, sjö i Gällivare kommun och Lappland 67°19′25″N 20°44′01″Ö / 67.32351°N 20.73357°Ö
- Heinäjärvi (Gällivare socken, Lappland, 742177-171625), sjö i Gällivare kommun och Lappland 66°48′58″N 20°43′46″Ö / 66.81616°N 20.72945°Ö
- Heinäjärvi (Gällivare socken, Lappland, 746262-167611), sjö i Gällivare kommun och Lappland 67°12′32″N 19°53′10″Ö / 67.20885°N 19.88600°Ö
- Heinäjärvi (Gällivare socken, Lappland, 749256-168585), sjö i Gällivare kommun och Lappland 67°28′13″N 20°09′28″Ö / 67.47015°N 20.15781°Ö
- Heinäjärvi (Gällivare socken, Lappland, 749307-175195), sjö i Gällivare kommun och Lappland 67°25′22″N 21°41′43″Ö / 67.42283°N 21.69526°Ö
- Heinäjärvi (Gällivare socken, Lappland, 750255-168703), sjö i Gällivare kommun och Lappland 67°33′33″N 20°11′33″Ö / 67.55906°N 20.19251°Ö
- Heinäjärvi (Gällivare socken, Lappland, 751740-168920), sjö i Gällivare kommun och Lappland 67°41′15″N 20°16′17″Ö / 67.68755°N 20.27135°Ö
- Heinäjärvi (Gällivare socken, Lappland, 751937-168234), sjö i Gällivare kommun och Lappland 67°42′40″N 20°06′50″Ö / 67.71102°N 20.11394°Ö
- Heinäjärvi (Gällivare socken, Lappland, 751965-168302), sjö i Gällivare kommun och Lappland 67°42′47″N 20°07′26″Ö / 67.71301°N 20.12377°Ö
- Heinäjärvi (Jukkasjärvi socken, Lappland, 749079-176448), sjö i Kiruna kommun och Lappland 67°23′37″N 21°58′35″Ö / 67.39366°N 21.97625°Ö
- Heinäjärvi (Jukkasjärvi socken, Lappland, 753208-177867), sjö i Kiruna kommun och Lappland 67°44′48″N 22°24′20″Ö / 67.74675°N 22.40554°Ö
- Helkinjärvi, sjö i Kiruna kommun och Lappland 67°45′38″N 20°44′31″Ö / 67.76061°N 20.74197°Ö
- Hellstensjärvi, sjö i Gällivare kommun och Lappland 67°42′28″N 20°11′40″Ö / 67.70779°N 20.19451°Ö
- Herrajärvi, sjö i Kiruna kommun och Lappland 68°38′06″N 21°37′10″Ö / 68.63505°N 21.61958°Ö
- Hevosjärvi, sjö i Gällivare kommun och Lappland 66°50′17″N 20°50′13″Ö / 66.83794°N 20.83704°Ö
- Hieranjärvi, sjö i Gällivare kommun och Lappland 66°43′38″N 21°00′44″Ö / 66.72722°N 21.01217°Ö
- Hietajärvi (Gällivare socken, Lappland), sjö i Gällivare kommun och Lappland 67°23′38″N 21°23′08″Ö / 67.39392°N 21.38550°Ö
- Hietajärvi (Karesuando socken, Lappland, 755172-178869), sjö i Kiruna kommun och Lappland 67°54′44″N 22°41′42″Ö / 67.91229°N 22.69494°Ö
- Hietajärvi (Karesuando socken, Lappland, 756650-179393), sjö i Kiruna kommun och Lappland 68°02′32″N 22°51′28″Ö / 68.04210°N 22.85782°Ö
- Hietajärvi (Karesuando socken, Lappland, 756992-179782), sjö i Kiruna kommun och Lappland 68°03′49″N 22°57′36″Ö / 68.06356°N 22.95989°Ö
- Hihomaanjärvi, sjö i Gällivare kommun och Lappland 66°48′09″N 20°37′32″Ö / 66.80237°N 20.62569°Ö
- Hiitulajärvi, sjö i Gällivare kommun och Lappland 67°24′02″N 21°29′43″Ö / 67.40051°N 21.49534°Ö
- Hintsajärvi, sjö i Gällivare kommun och Lappland 67°25′36″N 20°52′58″Ö / 67.42666°N 20.88269°Ö
- Hirsijärvi (Gällivare socken, Lappland, 747779-171208), sjö i Gällivare kommun och Lappland 67°19′03″N 20°44′10″Ö / 67.31759°N 20.73608°Ö
- Hirsijärvi (Gällivare socken, Lappland, 748157-172175), sjö i Gällivare kommun och Lappland 67°20′43″N 20°58′05″Ö / 67.34518°N 20.96797°Ö
- Hirvasjärvi (Gällivare socken, Lappland), sjö i Gällivare kommun och Lappland 66°52′51″N 20°54′49″Ö / 66.88089°N 20.91359°Ö
- Hirvasjärvi (Jukkasjärvi socken, Lappland, 749773-173181), sjö i Kiruna kommun och Lappland 67°29′00″N 21°14′17″Ö / 67.48325°N 21.23803°Ö
- Hirvasjärvi (Jukkasjärvi socken, Lappland, 752895-177918), sjö i Kiruna kommun och Lappland 67°43′25″N 22°25′20″Ö / 67.72355°N 22.42226°Ö
- Hirvasjärvi (Karesuando socken, Lappland), sjö i Kiruna kommun och Lappland 68°23′22″N 22°30′55″Ö / 68.38947°N 22.51519°Ö
- Holmajärvi (Gällivare socken, Lappland), sjö i Gällivare kommun och Lappland 67°48′51″N 19°43′31″Ö / 67.81406°N 19.72514°Ö
- Holmajärvi (Jokkmokks socken, Lappland, 737829-172092), sjö i Jokkmokks kommun och Lappland 66°25′28″N 20°45′25″Ö / 66.42440°N 20.75694°Ö
- Holmajärvi (Jokkmokks socken, Lappland, 739181-171740), sjö i Jokkmokks kommun och Lappland 66°32′52″N 20°42′08″Ö / 66.54767°N 20.70209°Ö
- Honkamettäjärvi, sjö i Kiruna kommun och Lappland 67°41′38″N 20°57′40″Ö / 67.69385°N 20.96103°Ö
- Hota-Akkajärvi, sjö i Kiruna kommun och Lappland 67°50′13″N 22°18′07″Ö / 67.83685°N 22.30204°Ö
- Hottijärvi, sjö i Kiruna kommun och Lappland 67°35′14″N 21°56′32″Ö / 67.58717°N 21.94220°Ö
- Huhtajärvi (Jukkasjärvi socken, Lappland, 753525-177881), sjö i Kiruna kommun och Lappland 67°46′36″N 22°25′06″Ö / 67.77660°N 22.41826°Ö
- Huhtajärvi (Jukkasjärvi socken, Lappland, 753548-177899), sjö i Kiruna kommun och Lappland 67°46′42″N 22°25′23″Ö / 67.77847°N 22.42308°Ö
- Huornasenjärvi (Gällivare socken, Lappland), sjö i Gällivare kommun och Lappland 66°59′33″N 21°26′42″Ö / 66.99247°N 21.44487°Ö
- Huornasenjärvi (Jukkasjärvi socken, Lappland), sjö i Kiruna kommun och Lappland 68°07′53″N 21°51′48″Ö / 68.13134°N 21.86322°Ö
- Huuajärvi, sjö i Kiruna kommun och Lappland 68°16′30″N 22°22′43″Ö / 68.27493°N 22.37854°Ö
- Huuausjärvi, sjö i Kiruna kommun och Lappland 67°28′44″N 21°41′24″Ö / 67.47891°N 21.68995°Ö
- Huukijärvi, sjö i Kiruna kommun och Lappland 67°31′14″N 21°52′25″Ö / 67.52044°N 21.87360°Ö
- Hyttyjärvi, sjö i Kiruna kommun och Lappland 67°38′55″N 21°02′03″Ö / 67.64870°N 21.03428°Ö
- Hämeenjärvi, sjö i Kiruna kommun och Lappland 68°24′16″N 22°25′16″Ö / 68.40441°N 22.42106°Ö
- Härkäjärvi (Gällivare socken, Lappland), sjö i Gällivare kommun och Lappland 67°20′10″N 21°36′38″Ö / 67.33600°N 21.61060°Ö
- Härkäjärvi (Jukkasjärvi socken, Lappland, 749870-175990), sjö i Kiruna kommun och Lappland 67°28′06″N 21°53′17″Ö / 67.46822°N 21.88816°Ö
- Härkäjärvi (Jukkasjärvi socken, Lappland, 750233-172768), sjö i Kiruna kommun och Lappland 67°31′28″N 21°08′26″Ö / 67.52455°N 21.14056°Ö
- Härkäjärvi (Jukkasjärvi socken, Lappland, 754797-173976), sjö i Kiruna kommun och Lappland 67°55′19″N 21°31′21″Ö / 67.92206°N 21.52239°Ö
- Härkäjärvi (Karesuando socken, Lappland), sjö i Kiruna kommun och Lappland 68°07′12″N 22°26′39″Ö / 68.11987°N 22.44420°Ö
- Idijärvi, sjö i Kiruna kommun och Lappland 68°20′57″N 22°08′30″Ö / 68.34926°N 22.14155°Ö
- Iso Ahvenjärvi (Jukkasjärvi socken, Lappland), sjö i Kiruna kommun och Lappland 67°39′41″N 22°02′14″Ö / 67.66151°N 22.03736°Ö
- Iso Ahvenjärvi (Karesuando socken, Lappland), sjö i Kiruna kommun och Lappland 68°13′18″N 22°46′14″Ö / 68.22168°N 22.77060°Ö
- Iso Ammasjärvi, sjö i Gällivare kommun och Lappland 67°14′07″N 20°12′41″Ö / 67.23517°N 20.21147°Ö
- Iso Hanhijärvi, sjö i Kiruna kommun och Lappland 68°23′00″N 22°02′41″Ö / 68.38335°N 22.04486°Ö
- Iso Haukijärvi (Gällivare socken, Lappland, 741736-171600), sjö i Gällivare kommun och Lappland 66°46′42″N 20°42′57″Ö / 66.77828°N 20.71593°Ö
- Iso Haukijärvi (Gällivare socken, Lappland, 744494-171749), sjö i Gällivare kommun och Lappland 67°01′20″N 20°47′59″Ö / 67.02226°N 20.79977°Ö
- Iso Haukijärvi (Gällivare socken, Lappland, 748827-176139), sjö i Gällivare kommun och Lappland 67°22′26″N 21°53′56″Ö / 67.37392°N 21.89890°Ö
- Iso Haukijärvi (Jukkasjärvi socken, Lappland), sjö i Kiruna kommun och Lappland 67°42′29″N 22°21′09″Ö / 67.70809°N 22.35241°Ö
- Iso Huhtajärvi, sjö i Kiruna kommun och Lappland 67°44′25″N 22°22′56″Ö / 67.74032°N 22.38210°Ö
- Iso Joukhaisjärvi, sjö i Gällivare kommun och Lappland 67°13′41″N 19°52′14″Ö / 67.22793°N 19.87046°Ö
- Iso Jäkäläjärvi, sjö i Kiruna kommun och Lappland 68°33′24″N 21°51′29″Ö / 68.55678°N 21.85807°Ö
- Iso Kallansalmijärvi, sjö i Gällivare kommun och Lappland 67°02′27″N 21°02′45″Ö / 67.04077°N 21.04584°Ö
- Iso Kieppajärvi, sjö i Kiruna kommun och Lappland 67°31′23″N 21°58′59″Ö / 67.52304°N 21.98319°Ö
- Iso Kieppisjärvi, sjö i Kiruna kommun och Lappland 68°15′58″N 22°00′45″Ö / 68.26616°N 22.01249°Ö
- Iso Kirkasjärvi, sjö i Gällivare kommun och Lappland 66°58′17″N 20°50′52″Ö / 66.97138°N 20.84787°Ö
- Iso Koirajärvi, sjö i Kiruna kommun och Lappland 68°24′40″N 22°08′04″Ö / 68.41122°N 22.13446°Ö
- Iso Koskamajärvi, sjö i Gällivare kommun och Lappland 67°04′11″N 21°16′20″Ö / 67.06984°N 21.27214°Ö
- Iso Koutojärvi, sjö i Gällivare kommun och Lappland 66°53′41″N 21°24′31″Ö / 66.89460°N 21.40872°Ö
- Iso Kukkujärvi, sjö i Gällivare kommun och Lappland 66°46′32″N 20°49′17″Ö / 66.77558°N 20.82152°Ö
- Iso Kulujärvi, sjö i Kiruna kommun och Lappland 67°38′59″N 21°12′15″Ö / 67.64962°N 21.20413°Ö
- Iso Kuolpajärvi, sjö i Gällivare kommun och Lappland 67°01′02″N 20°35′01″Ö / 67.01731°N 20.58371°Ö
- Iso Kuorasjärvi, sjö i Gällivare kommun och Lappland 67°24′38″N 20°54′15″Ö / 67.41061°N 20.90405°Ö
- Iso Kuusijärvi (Gällivare socken, Lappland), sjö i Gällivare kommun och Lappland 67°25′06″N 21°45′55″Ö / 67.41845°N 21.76536°Ö
- Iso Kuusijärvi (Jukkasjärvi socken, Lappland), sjö i Kiruna kommun och Lappland 67°27′57″N 21°59′51″Ö / 67.46595°N 21.99741°Ö
- Iso Laurijärvi, sjö i Kiruna kommun och Lappland 67°28′03″N 21°51′12″Ö / 67.46756°N 21.85326°Ö
- Iso Luoptijärvi, sjö i Gällivare kommun och Lappland 66°57′01″N 20°55′25″Ö / 66.95034°N 20.92357°Ö
- Iso Maejärvi, sjö i Kiruna kommun och Lappland 68°23′47″N 22°18′04″Ö / 68.39634°N 22.30113°Ö
- Iso Manalujärvi, sjö i Gällivare kommun och Lappland 67°05′28″N 21°00′46″Ö / 67.09123°N 21.01269°Ö
- Iso Mukkajärvi, sjö i Gällivare kommun och Lappland 66°46′39″N 20°51′27″Ö / 66.77758°N 20.85746°Ö
- Iso Myllyjärvi, sjö i Gällivare kommun och Lappland 66°49′16″N 21°04′14″Ö / 66.82106°N 21.07046°Ö
- Iso Namalajärvi, sjö i Kiruna kommun och Lappland 68°04′24″N 23°04′19″Ö / 68.07326°N 23.07195°Ö
- Iso Naulajärvi, sjö i Gällivare kommun och Lappland 66°54′22″N 20°48′20″Ö / 66.90619°N 20.80554°Ö
- Iso Palkkujärvi, sjö i Kiruna kommun och Lappland 68°24′08″N 22°05′46″Ö / 68.40214°N 22.09599°Ö
- Iso Pannijärvi, sjö i Gällivare kommun och Lappland 66°45′42″N 22°03′05″Ö / 66.76165°N 22.05126°Ö
- Iso Peurajärvi, sjö i Gällivare kommun och Lappland 66°54′24″N 20°54′19″Ö / 66.90660°N 20.90524°Ö
- Iso Pouhtujärvi, sjö i Kiruna kommun och Lappland 67°41′37″N 22°19′59″Ö / 67.69356°N 22.33317°Ö
- Iso Puolamajärvi, sjö i Gällivare kommun och Lappland 66°58′22″N 20°40′17″Ö / 66.97275°N 20.67137°Ö
- Iso Rautujärvi, sjö i Kiruna kommun och Lappland 68°25′36″N 22°10′01″Ö / 68.42656°N 22.16690°Ö
- Iso Risujänkänjärvi, sjö i Kiruna kommun och Lappland 67°46′23″N 20°05′00″Ö / 67.77310°N 20.08337°Ö
- Iso Saitijärvi, sjö i Gällivare kommun och Lappland 66°43′31″N 20°53′38″Ö / 66.72524°N 20.89400°Ö
- Iso Salmijärvi, sjö i Gällivare kommun och Lappland 67°34′40″N 20°21′15″Ö / 67.57769°N 20.35413°Ö
- Iso Sarkajärvi, sjö i Kiruna kommun och Lappland 67°56′32″N 21°02′12″Ö / 67.94214°N 21.03678°Ö
- Iso Sisnajärvi, sjö i Kiruna kommun och Lappland 67°58′12″N 20°17′55″Ö / 67.97012°N 20.29849°Ö
- Iso Sluppukkajärvi, sjö i Gällivare kommun och Lappland 66°52′36″N 20°53′40″Ö / 66.87665°N 20.89441°Ö
- Iso Svierkkujärvi, sjö i Gällivare kommun och Lappland 67°10′30″N 20°08′50″Ö / 67.17493°N 20.14724°Ö
- Iso Talinperäjärvi, sjö i Kiruna kommun och Lappland 67°52′15″N 22°12′52″Ö / 67.87075°N 22.21454°Ö
- Iso Tavikanjärvi, sjö i Gällivare kommun och Lappland 66°55′33″N 21°04′02″Ö / 66.92585°N 21.06719°Ö
- Iso-Ahvenjärvi, sjö i Kiruna kommun och Lappland 67°35′40″N 22°12′31″Ö / 67.59458°N 22.20870°Ö
- Iso-Juovajärvi, sjö i Kiruna kommun och Lappland 67°46′50″N 20°01′53″Ö / 67.78065°N 20.03135°Ö
- Iso-Pietarijärvi, sjö i Gällivare kommun och Lappland 67°27′09″N 20°37′01″Ö / 67.45244°N 20.61698°Ö
- Iso-Veikijärvi, sjö i Gällivare kommun och Lappland 67°21′03″N 20°31′47″Ö / 67.35094°N 20.52960°Ö
- Isojärvi (Gällivare socken, Lappland), sjö i Gällivare kommun och Lappland 66°46′49″N 20°31′48″Ö / 66.78019°N 20.53001°Ö
- Isojärvi (Jukkasjärvi socken, Lappland, 752367-168694), sjö i Kiruna kommun och Lappland 67°44′59″N 20°13′44″Ö / 67.74981°N 20.22893°Ö
- Isojärvi (Jukkasjärvi socken, Lappland, 752963-167067), sjö i Kiruna kommun och Lappland 67°48′46″N 19°51′21″Ö / 67.81276°N 19.85584°Ö
- Isojärvi (Jukkasjärvi socken, Lappland, 753111-178006), sjö i Kiruna kommun och Lappland 67°44′28″N 22°25′46″Ö / 67.74110°N 22.42937°Ö
- Isojärvi (Karesuando socken, Lappland, 756922-178171), sjö i Kiruna kommun och Lappland 68°04′23″N 22°33′49″Ö / 68.07293°N 22.56370°Ö
- Isojärvi (Karesuando socken, Lappland, 759170-177652), sjö i Kiruna kommun och Lappland 68°17′01″N 22°30′29″Ö / 68.28371°N 22.50806°Ö
- Isomaanjärvi, sjö i Kiruna kommun och Lappland 68°02′37″N 22°32′23″Ö / 68.04355°N 22.53966°Ö
- Isovaaranjärvi, sjö i Kiruna kommun och Lappland 67°31′03″N 22°00′49″Ö / 67.51754°N 22.01374°Ö
- Jaamikusjärvi, sjö i Gällivare kommun och Lappland 66°53′13″N 21°12′04″Ö / 66.88689°N 21.20115°Ö
- Jakajärvi, sjö i Kiruna kommun och Lappland 67°45′09″N 21°26′56″Ö / 67.75240°N 21.44884°Ö
- Jakkumuksenjärvi, sjö i Kiruna kommun och Lappland 67°26′00″N 21°59′11″Ö / 67.43342°N 21.98635°Ö
- Jiemakkaperäjärvi, sjö i Gällivare kommun och Lappland 67°17′23″N 21°26′47″Ö / 67.28959°N 21.44637°Ö
- Jokiahvenjärvi, sjö i Kiruna kommun och Lappland 68°00′18″N 21°33′07″Ö / 68.00506°N 21.55205°Ö
- Jokijärvi (Gällivare socken, Lappland, 748732-173923), sjö i Gällivare kommun och Lappland 67°22′56″N 21°22′51″Ö / 67.38211°N 21.38087°Ö
- Jokijärvi (Gällivare socken, Lappland, 749402-173247), sjö i Gällivare kommun och Lappland 67°26′51″N 21°14′20″Ö / 67.44742°N 21.23897°Ö
- Jokijärvi (Jukkasjärvi socken, Lappland, 750877-174984), sjö i Kiruna kommun och Lappland 67°33′59″N 21°40′58″Ö / 67.56638°N 21.68277°Ö
- Jokijärvi (Jukkasjärvi socken, Lappland, 755843-174127), sjö i Kiruna kommun och Lappland 68°00′53″N 21°34′37″Ö / 68.01481°N 21.57705°Ö
- Jokijärvi (Karesuando socken, Lappland), sjö i Kiruna kommun och Lappland 68°25′26″N 22°19′15″Ö / 68.42385°N 22.32079°Ö
- Jokujärvi, sjö i Kiruna kommun och Lappland 68°06′37″N 22°15′46″Ö / 68.11033°N 22.26280°Ö
- Jolmajärvi, sjö i Kiruna kommun och Lappland 67°44′13″N 22°24′58″Ö / 67.73696°N 22.41608°Ö
- Jormijärvi, sjö i Gällivare kommun och Lappland 67°26′49″N 21°24′17″Ö / 67.44705°N 21.40478°Ö
- Jorvajärvi, sjö i Kiruna kommun och Lappland 67°57′18″N 21°52′02″Ö / 67.95503°N 21.86711°Ö
- Jostojärvi, sjö i Kiruna kommun och Lappland 67°57′10″N 22°25′07″Ö / 67.95280°N 22.41851°Ö
- Joukasjärvi, sjö i Gällivare kommun och Lappland 66°50′07″N 20°49′38″Ö / 66.83528°N 20.82736°Ö
- Joukhasjärvi, sjö i Kiruna kommun och Lappland 67°50′29″N 21°18′56″Ö / 67.84126°N 21.31548°Ö
- Joukijärvi, sjö i Kiruna kommun och Lappland 67°29′40″N 21°52′29″Ö / 67.49448°N 21.87470°Ö
- Joukojärvi, sjö i Kiruna kommun och Lappland 68°26′45″N 22°24′01″Ö / 68.44586°N 22.40039°Ö
- Joulujärvi, sjö i Gällivare kommun och Lappland 66°52′47″N 21°19′41″Ö / 66.87972°N 21.32818°Ö
- Julkatteenjärvi, sjö i Kiruna kommun och Lappland 67°40′28″N 21°39′17″Ö / 67.67431°N 21.65464°Ö
- Junkkajärvi, sjö i Gällivare kommun och Lappland 67°21′55″N 21°39′34″Ö / 67.36519°N 21.65952°Ö
- Junojärvi, sjö i Kiruna kommun och Lappland 67°41′18″N 22°13′23″Ö / 67.68831°N 22.22292°Ö
- Juntikkajärvi, sjö i Kiruna kommun och Lappland 67°38′29″N 22°19′46″Ö / 67.64146°N 22.32934°Ö
- Juntinjärvi, sjö i Kiruna kommun och Lappland 68°24′28″N 22°09′09″Ö / 68.40783°N 22.15258°Ö
- Juoluvaaranjärvi, sjö i Kiruna kommun och Lappland 68°12′22″N 21°56′24″Ö / 68.20620°N 21.93999°Ö
- Juomojärvi, sjö i Kiruna kommun och Lappland 68°09′55″N 22°14′15″Ö / 68.16517°N 22.23763°Ö
- Juovajärvi (Gällivare socken, Lappland), sjö i Gällivare kommun och Lappland 67°40′23″N 20°26′21″Ö / 67.67315°N 20.43924°Ö
- Juovajärvi (Jukkasjärvi socken, Lappland), sjö i Kiruna kommun och Lappland 67°32′30″N 21°43′21″Ö / 67.54180°N 21.72255°Ö
- Jupukkajärvi (Jukkasjärvi socken, Lappland), sjö i Kiruna kommun och Lappland 67°36′11″N 21°53′27″Ö / 67.60297°N 21.89085°Ö
- Jupukkajärvi (Karesuando socken, Lappland), sjö i Kiruna kommun och Lappland 68°07′51″N 23°02′23″Ö / 68.13095°N 23.03970°Ö
- Jussajärvi, sjö i Gällivare kommun och Lappland 67°21′14″N 21°17′35″Ö / 67.35401°N 21.29307°Ö
- Jussanjärvi, sjö i Kiruna kommun och Lappland 68°05′19″N 22°36′42″Ö / 68.08871°N 22.61177°Ö
- Jutsajärvi, sjö i Gällivare kommun och Lappland 66°47′52″N 20°33′31″Ö / 66.79784°N 20.55870°Ö
- Juusijärvi, sjö i Gällivare kommun och Lappland 66°52′06″N 21°12′09″Ö / 66.86823°N 21.20252°Ö
- Jyryjärvi, sjö i Kiruna kommun och Lappland 67°52′23″N 22°48′16″Ö / 67.87293°N 22.80447°Ö
- Jäkälajärvi, sjö i Kiruna kommun och Lappland 68°00′04″N 22°26′25″Ö / 68.00111°N 22.44028°Ö
- Jänkkä-Pietarijärvi, sjö i Gällivare kommun och Lappland 67°26′13″N 20°37′14″Ö / 67.43705°N 20.62065°Ö
- Jänkkäjärvi (Gällivare socken, Lappland, 747857-175857), sjö i Gällivare kommun och Lappland 67°17′21″N 21°49′04″Ö / 67.28912°N 21.81790°Ö
- Jänkkäjärvi (Gällivare socken, Lappland, 748274-169994), sjö i Gällivare kommun och Lappland 67°22′25″N 20°27′21″Ö / 67.37358°N 20.45590°Ö
- Jänkkäjärvi (Gällivare socken, Lappland, 748709-175239), sjö i Gällivare kommun och Lappland 67°22′16″N 21°41′16″Ö / 67.37117°N 21.68786°Ö
- Jänkkäjärvi (Jukkasjärvi socken, Lappland, 750504-174206), sjö i Kiruna kommun och Lappland 67°32′20″N 21°29′27″Ö / 67.53887°N 21.49075°Ö
- Jänkkäjärvi (Jukkasjärvi socken, Lappland, 750726-175184), sjö i Kiruna kommun och Lappland 67°33′00″N 21°43′48″Ö / 67.55008°N 21.73004°Ö
- Jänkkäjärvi (Jukkasjärvi socken, Lappland, 751916-172971), sjö i Kiruna kommun och Lappland 67°40′18″N 21°13′42″Ö / 67.67166°N 21.22836°Ö
- Jänkkäjärvi (Karesuando socken, Lappland, 757439-177370), sjö i Kiruna kommun och Lappland 68°07′44″N 22°23′57″Ö / 68.12889°N 22.39921°Ö
- Jänkkäjärvi (Karesuando socken, Lappland, 757596-177135), sjö i Kiruna kommun och Lappland 68°08′42″N 22°20′53″Ö / 68.14507°N 22.34802°Ö
- Jänkkäjärvi (Karesuando socken, Lappland, 757746-177466), sjö i Kiruna kommun och Lappland 68°09′30″N 22°25′39″Ö / 68.15820°N 22.42749°Ö
- Jänkkäjärvi (Karesuando socken, Lappland, 758216-177158), sjö i Kiruna kommun och Lappland 68°12′08″N 22°22′04″Ö / 68.20212°N 22.36775°Ö
- Jänkkäjärvi (Karesuando socken, Lappland, 759483-175701), sjö i Kiruna kommun och Lappland 68°20′01″N 22°03′07″Ö / 68.33348°N 22.05185°Ö
- Jänkänpäällysjärvi, sjö i Gällivare kommun och Lappland 67°25′43″N 20°58′14″Ö / 67.42872°N 20.97066°Ö
- Järämänjärvi, sjö i Kiruna kommun och Lappland 68°13′53″N 23°07′34″Ö / 68.23130°N 23.12598°Ö
- Jääheinäjärvi, sjö i Gällivare kommun och Lappland 67°14′32″N 19°49′51″Ö / 67.24222°N 19.83090°Ö
- Jääjärvi, sjö i Kiruna kommun och Lappland 67°49′32″N 21°01′21″Ö / 67.82543°N 21.02248°Ö
- Kaakkurijärvi (Gällivare socken, Lappland, 740833-172920), sjö i Gällivare kommun och Lappland 66°41′19″N 21°00′03″Ö / 66.68866°N 21.00085°Ö
- Kaakkurijärvi (Gällivare socken, Lappland, 741524-172995), sjö i Gällivare kommun och Lappland 66°44′52″N 21°01′39″Ö / 66.74785°N 21.02746°Ö
- Kaakkurijärvi (Gällivare socken, Lappland, 742471-172039), sjö i Gällivare kommun och Lappland 66°50′26″N 20°49′40″Ö / 66.84048°N 20.82774°Ö
- Kaakkurijärvi (Gällivare socken, Lappland, 743683-172347), sjö i Gällivare kommun och Lappland 66°56′45″N 20°55′23″Ö / 66.94586°N 20.92309°Ö
- Kaakkurijärvi (Gällivare socken, Lappland, 744295-172371), sjö i Gällivare kommun och Lappland 67°00′03″N 20°56′15″Ö / 67.00079°N 20.93742°Ö
- Kaakkurijärvi (Gällivare socken, Lappland, 744873-174569), sjö i Gällivare kommun och Lappland 67°02′11″N 21°26′58″Ö / 67.03648°N 21.44935°Ö
- Kaakkurijärvi (Gällivare socken, Lappland, 745569-171813), sjö i Gällivare kommun och Lappland 67°07′03″N 20°50′12″Ö / 67.11738°N 20.83676°Ö
- Kaakkurijärvi (Gällivare socken, Lappland, 745918-170548), sjö i Gällivare kommun och Lappland 67°09′28″N 20°33′00″Ö / 67.15790°N 20.55003°Ö
- Kaakkurijärvi (Gällivare socken, Lappland, 748156-172150), sjö i Gällivare kommun och Lappland 67°20′51″N 20°57′35″Ö / 67.34742°N 20.95983°Ö
- Kaakkurijärvi (Gällivare socken, Lappland, 748479-175904), sjö i Gällivare kommun och Lappland 67°20′42″N 21°50′12″Ö / 67.34495°N 21.83663°Ö
- Kaakkurijärvi (Gällivare socken, Lappland, 748561-172676), sjö i Gällivare kommun och Lappland 67°22′43″N 21°05′27″Ö / 67.37860°N 21.09082°Ö
- Kaakkurijärvi (Gällivare socken, Lappland, 748987-175279), sjö i Gällivare kommun och Lappland 67°23′39″N 21°42′16″Ö / 67.39405°N 21.70451°Ö
- Kaakkurijärvi (Gällivare socken, Lappland, 749646-173511), sjö i Gällivare kommun och Lappland 67°28′07″N 21°18′46″Ö / 67.46848°N 21.31274°Ö
- Kaakkurijärvi (Jukkasjärvi socken, Lappland, 748821-176293), sjö i Kiruna kommun och Lappland 67°22′19″N 21°56′04″Ö / 67.37203°N 21.93442°Ö
- Kaakkurijärvi (Jukkasjärvi socken, Lappland, 750088-172834), sjö i Kiruna kommun och Lappland 67°30′54″N 21°09′21″Ö / 67.51487°N 21.15577°Ö
- Kaakkurijärvi (Jukkasjärvi socken, Lappland, 753993-177579), sjö i Kiruna kommun och Lappland 67°49′17″N 22°21′05″Ö / 67.82146°N 22.35138°Ö
- Kaalatsamajärvi, sjö i Gällivare kommun och Lappland 67°26′01″N 20°51′57″Ö / 67.43358°N 20.86591°Ö
- Kaararisjärvi, sjö i Gällivare kommun och Lappland 67°18′35″N 20°37′49″Ö / 67.30966°N 20.63015°Ö
- Kaarejärvi, sjö i Kiruna kommun och Lappland 68°17′33″N 22°17′57″Ö / 68.29247°N 22.29918°Ö
- Kaaretjärvi, sjö i Gällivare kommun och Lappland 67°02′15″N 21°24′36″Ö / 67.03752°N 21.40997°Ö
- Kaartejärvi, sjö i Kiruna kommun och Lappland 67°43′11″N 22°21′47″Ö / 67.71974°N 22.36303°Ö
- Kaartijärvi (Gällivare socken, Lappland, 742674-171825), sjö i Gällivare kommun och Lappland 66°51′36″N 20°46′29″Ö / 66.85996°N 20.77460°Ö
- Kaartijärvi (Gällivare socken, Lappland, 743516-174038), sjö i Gällivare kommun och Lappland 66°55′04″N 21°18′10″Ö / 66.91766°N 21.30285°Ö
- Kaartojärvi (Gällivare socken, Lappland, 745125-172751), sjö i Gällivare kommun och Lappland 67°04′14″N 21°02′27″Ö / 67.07052°N 21.04075°Ö
- Kaartojärvi (Gällivare socken, Lappland, 748823-173633), sjö i Gällivare kommun och Lappland 67°23′49″N 21°18′43″Ö / 67.39691°N 21.31184°Ö
- Kaartojärvi (Gällivare socken, Lappland, 749520-169749), sjö i Gällivare kommun och Lappland 67°29′02″N 20°25′14″Ö / 67.48397°N 20.42055°Ö
- Kaartojärvi (Jukkasjärvi socken, Lappland), sjö i Kiruna kommun och Lappland 67°46′47″N 22°10′53″Ö / 67.77965°N 22.18142°Ö
- Kaattijärvi, sjö i Gällivare kommun och Lappland 67°09′25″N 21°11′53″Ö / 67.15702°N 21.19794°Ö
- Kaavajärvi, sjö i Gällivare kommun och Lappland 66°57′39″N 20°51′50″Ö / 66.96070°N 20.86402°Ö
- Kahvelijärvi, sjö i Gällivare kommun och Lappland 67°13′59″N 20°03′36″Ö / 67.23306°N 20.06010°Ö
- Kaijavaaranjärvi, sjö i Kiruna kommun och Lappland 67°59′09″N 20°07′04″Ö / 67.98592°N 20.11788°Ö
- Kainulaisjärvi, sjö i Gällivare kommun och Lappland 67°22′44″N 20°49′12″Ö / 67.37900°N 20.82000°Ö
- Kainuunjärvi (Gällivare socken, Lappland, 748901-174775), sjö i Gällivare kommun och Lappland 67°23′44″N 21°34′54″Ö / 67.39554°N 21.58162°Ö
- Kainuunjärvi (Gällivare socken, Lappland, 749487-172397), sjö i Gällivare kommun och Lappland 67°27′46″N 21°02′23″Ö / 67.46291°N 21.03974°Ö
- Kaisjärvi, sjö i Kiruna kommun och Lappland 67°39′36″N 21°02′53″Ö / 67.66004°N 21.04815°Ö
- Kaivosjärvi (Gällivare socken, Lappland, 741741-170768), sjö i Gällivare kommun och Lappland 66°46′59″N 20°31′39″Ö / 66.78314°N 20.52761°Ö
- Kaivosjärvi (Gällivare socken, Lappland, 741875-171008), sjö i Gällivare kommun och Lappland 66°47′29″N 20°35′05″Ö / 66.79130°N 20.58478°Ö
- Kaivosjärvi (Gällivare socken, Lappland, 742005-170869), sjö i Gällivare kommun och Lappland 66°48′22″N 20°33′18″Ö / 66.80604°N 20.55505°Ö
- Kaivosjärvi (Gällivare socken, Lappland, 742381-172416), sjö i Gällivare kommun och Lappland 66°49′43″N 20°54′45″Ö / 66.82868°N 20.91252°Ö
- Kaivosjärvi (Gällivare socken, Lappland, 747727-171265), sjö i Gällivare kommun och Lappland 67°18′52″N 20°44′53″Ö / 67.31452°N 20.74802°Ö
- Kaivosjärvi (Gällivare socken, Lappland, 749659-172797), sjö i Gällivare kommun och Lappland 67°28′27″N 21°08′29″Ö / 67.47406°N 21.14140°Ö
- Kaivosjärvi (Jukkasjärvi socken, Lappland, 749497-174298), sjö i Gällivare kommun och Lappland 67°27′13″N 21°29′06″Ö / 67.45368°N 21.48511°Ö
- Kaivosjärvi (Jukkasjärvi socken, Lappland, 749946-173027), sjö i Kiruna kommun och Lappland 67°29′55″N 21°11′51″Ö / 67.49855°N 21.19739°Ö
- Kaivosjärvi (Jukkasjärvi socken, Lappland, 751593-175595), sjö i Kiruna kommun och Lappland 67°37′37″N 21°50′15″Ö / 67.62702°N 21.83753°Ö
- Kaivosjärvi (Jukkasjärvi socken, Lappland, 751742-175518), sjö i Kiruna kommun och Lappland 67°38′25″N 21°49′08″Ö / 67.64023°N 21.81894°Ö
- Kaivosjärvi (Jukkasjärvi socken, Lappland, 752528-177023), sjö i Kiruna kommun och Lappland 67°41′52″N 22°11′18″Ö / 67.69787°N 22.18832°Ö
- Kaivosjärvi (Jukkasjärvi socken, Lappland, 753243-175527), sjö i Kiruna kommun och Lappland 67°46′27″N 21°51′29″Ö / 67.77424°N 21.85819°Ö
- Kaivosjärvi (Jukkasjärvi socken, Lappland, 754331-170520), sjö i Kiruna kommun och Lappland 67°54′35″N 20°41′47″Ö / 67.90976°N 20.69652°Ö
- Kaivosjärvi (Jukkasjärvi socken, Lappland, 756202-175798), sjö i Kiruna kommun och Lappland 68°02′04″N 21°59′59″Ö / 68.03452°N 21.99983°Ö
- Kaivosjärvi (Jukkasjärvi socken, Lappland, 756651-174268), sjö i Kiruna kommun och Lappland 68°05′05″N 21°38′13″Ö / 68.08460°N 21.63696°Ö
- Kaivosjärvi (Karesuando socken, Lappland, 755866-178375), sjö i Kiruna kommun och Lappland 67°58′41″N 22°35′26″Ö / 67.97812°N 22.59044°Ö
- Kaivosjärvi (Karesuando socken, Lappland, 757934-177778), sjö i Kiruna kommun och Lappland 68°10′03″N 22°29′29″Ö / 68.16752°N 22.49143°Ö
- Kaivosjärvi (Karesuando socken, Lappland, 758369-180277), sjö i Kiruna kommun och Lappland 68°10′51″N 23°06′49″Ö / 68.18071°N 23.11364°Ö
- Kaivosjärvi (Karesuando socken, Lappland, 758619-178642), sjö i Kiruna kommun och Lappland 68°13′12″N 22°43′28″Ö / 68.22010°N 22.72449°Ö
- Kaivosjärvi (Karesuando socken, Lappland, 760205-177687), sjö i Kiruna kommun och Lappland 68°22′24″N 22°32′33″Ö / 68.37322°N 22.54262°Ö
- Kaivosjärvi (Karesuando socken, Lappland, 760340-177465), sjö i Kiruna kommun och Lappland 68°23′10″N 22°29′37″Ö / 68.38601°N 22.49364°Ö
- Kalastusjärvi, sjö i Gällivare kommun och Lappland 66°56′37″N 21°17′44″Ö / 66.94373°N 21.29566°Ö
- Kalaton-Kukkujärvi, sjö i Gällivare kommun och Lappland 66°46′26″N 20°50′11″Ö / 66.77376°N 20.83641°Ö
- Kalatonjärvi (Gällivare socken, Lappland, 748533-174293), sjö i Gällivare kommun och Lappland 67°21′52″N 21°27′36″Ö / 67.36441°N 21.46010°Ö
- Kalatonjärvi (Gällivare socken, Lappland, 750762-169515), sjö i Gällivare kommun och Lappland 67°35′52″N 20°23′40″Ö / 67.59776°N 20.39451°Ö
- Kalatonjärvi (Jukkasjärvi socken, Lappland), sjö i Kiruna kommun och Lappland 67°30′49″N 21°59′06″Ö / 67.51352°N 21.98494°Ö
- Kalatonjärvi (Karesuando socken, Lappland, 758957-176045), sjö i Kiruna kommun och Lappland 68°16′35″N 22°06′42″Ö / 68.27646°N 22.11179°Ö
- Kalatonjärvi (Karesuando socken, Lappland, 759652-175644), sjö i Kiruna kommun och Lappland 68°20′35″N 22°02′30″Ö / 68.34296°N 22.04154°Ö
- Kalatorjärvi, sjö i Kiruna kommun och Lappland 68°09′33″N 21°46′56″Ö / 68.15922°N 21.78236°Ö
- Kalattomajärvi, sjö i Kiruna kommun och Lappland 68°05′18″N 22°55′34″Ö / 68.08829°N 22.92608°Ö
- Kallojärvi (Gällivare socken, Lappland, 746948-174179), sjö i Gällivare kommun och Lappland 67°13′24″N 21°24′10″Ö / 67.22337°N 21.40271°Ö
- Kallojärvi (Gällivare socken, Lappland, 749445-172146), sjö i Gällivare kommun och Lappland 67°27′51″N 20°59′03″Ö / 67.46426°N 20.98425°Ö
- Kallojärvi (Karesuando socken, Lappland, 758259-176215), sjö i Kiruna kommun och Lappland 68°12′48″N 22°07′44″Ö / 68.21322°N 22.12899°Ö
- Kallojärvi (Karesuando socken, Lappland, 758424-180330), sjö i Kiruna kommun och Lappland 68°11′23″N 23°07′52″Ö / 68.18959°N 23.13103°Ö
- Kallokkajärvi (Jukkasjärvi socken, Lappland), sjö i Kiruna kommun och Lappland 67°40′35″N 21°26′51″Ö / 67.67643°N 21.44737°Ö
- Kallokkajärvi (Karesuando socken, Lappland), sjö i Kiruna kommun och Lappland 68°12′43″N 22°05′22″Ö / 68.21184°N 22.08958°Ö
- Kalmajärvi, sjö i Kiruna kommun och Lappland 67°29′34″N 21°07′48″Ö / 67.49269°N 21.13010°Ö
- Kalsojärvi, sjö i Gällivare kommun och Lappland 67°08′15″N 20°56′50″Ö / 67.13759°N 20.94732°Ö
- Kalutonjärvi, sjö i Kiruna kommun och Lappland 68°00′44″N 21°39′02″Ö / 68.01221°N 21.65060°Ö
- Kanisjärvi, sjö i Kiruna kommun och Lappland 68°45′20″N 20°54′43″Ö / 68.75548°N 20.91195°Ö
- Kannasjärvi, sjö i Kiruna kommun och Lappland 67°44′13″N 21°37′11″Ö / 67.73694°N 21.61975°Ö
- Kansijärvi, sjö i Gällivare kommun och Lappland 67°33′46″N 20°20′21″Ö / 67.56265°N 20.33924°Ö
- Kaperasjärvi, sjö i Kiruna kommun och Lappland 67°52′30″N 20°24′55″Ö / 67.87513°N 20.41530°Ö
- Kaperijärvi, sjö i Gällivare kommun och Lappland 66°45′28″N 21°12′11″Ö / 66.75784°N 21.20307°Ö
- Kappamasjärvi, sjö i Kiruna kommun och Lappland 68°07′42″N 22°03′37″Ö / 68.12831°N 22.06017°Ö
- Karilajärvi, sjö i Gällivare kommun och Lappland 66°43′35″N 22°01′46″Ö / 66.72632°N 22.02931°Ö
- Karittemenjärvi, sjö i Kiruna kommun och Lappland 67°53′46″N 21°22′25″Ö / 67.89606°N 21.37362°Ö
- Karjalajärvi, sjö i Gällivare kommun och Lappland 66°54′08″N 20°58′06″Ö / 66.90212°N 20.96841°Ö
- Karkujärvi, sjö i Gällivare kommun och Lappland 66°52′51″N 21°12′43″Ö / 66.88086°N 21.21195°Ö
- Karpuajärvi, sjö i Kiruna kommun och Lappland 68°02′56″N 21°43′19″Ö / 68.04898°N 21.72199°Ö
- Karrajärvi (Gällivare socken, Lappland, 743056-176012), sjö i Gällivare kommun och Lappland 66°51′37″N 21°44′29″Ö / 66.86040°N 21.74149°Ö
- Karrajärvi (Gällivare socken, Lappland, 745690-174962), sjö i Gällivare kommun och Lappland 67°06′28″N 21°33′31″Ö / 67.10788°N 21.55870°Ö
- Karsikkojärvi, sjö i Kiruna kommun och Lappland 67°41′45″N 21°04′25″Ö / 67.69590°N 21.07368°Ö
- Katisjärvi, sjö i Gällivare kommun och Lappland 66°40′55″N 21°07′07″Ö / 66.68184°N 21.11856°Ö
- Kattujärvi, sjö i Kiruna kommun och Lappland 68°17′00″N 19°57′54″Ö / 68.28323°N 19.96497°Ö
- Kaukujärvi, sjö i Gällivare kommun och Lappland 67°32′10″N 20°19′42″Ö / 67.53609°N 20.32827°Ö
- Kauppisenjärvi, sjö i Kiruna kommun och Lappland 67°50′04″N 20°29′55″Ö / 67.83448°N 20.49865°Ö
- Kautujärvi, sjö i Gällivare kommun och Lappland 66°44′48″N 21°47′49″Ö / 66.74661°N 21.79687°Ö
- Keinovuomanylisenjärvi, sjö i Kiruna kommun och Lappland 68°15′34″N 22°47′41″Ö / 68.25942°N 22.79479°Ö
- Kelojärvi (Jukkasjärvi socken, Lappland), sjö i Kiruna kommun och Lappland 68°05′39″N 21°32′26″Ö / 68.09419°N 21.54059°Ö
- Kelojärvi (Karesuando socken, Lappland, 756150-179764), sjö i Kiruna kommun och Lappland 67°59′25″N 22°56′18″Ö / 67.99039°N 22.93838°Ö
- Kelojärvi (Karesuando socken, Lappland, 757552-179740), sjö i Kiruna kommun och Lappland 68°06′56″N 22°57′26″Ö / 68.11552°N 22.95725°Ö
- Kelottijärvi (Karesuando socken, Lappland, 761321-175397), sjö i Kiruna kommun och Lappland 68°31′22″N 21°59′16″Ö / 68.52270°N 21.98769°Ö
- Kelottijärvi (Karesuando socken, Lappland, 761592-175286), sjö i Kiruna kommun och Lappland 68°31′10″N 21°59′55″Ö / 68.51942°N 21.99858°Ö
- Keltaisenmaanjärvi, sjö i Gällivare kommun och Lappland 67°24′10″N 21°46′11″Ö / 67.40280°N 21.76986°Ö
- Kelvajärvi, sjö i Gällivare kommun och Lappland 67°04′33″N 20°27′30″Ö / 67.07594°N 20.45835°Ö
- Kenttäjärvi (Gällivare socken, Lappland, 740957-173160), sjö i Gällivare kommun och Lappland 66°41′40″N 21°03′10″Ö / 66.69431°N 21.05267°Ö
- Kenttäjärvi (Gällivare socken, Lappland, 741080-173241), sjö i Gällivare kommun och Lappland 66°42′31″N 21°04′12″Ö / 66.70857°N 21.07003°Ö
- Kenttäjärvi (Gällivare socken, Lappland, 741339-172235), sjö i Gällivare kommun och Lappland 66°44′13″N 20°51′08″Ö / 66.73693°N 20.85230°Ö
- Kenttäjärvi (Gällivare socken, Lappland, 741984-173729), sjö i Gällivare kommun och Lappland 66°47′08″N 21°12′00″Ö / 66.78556°N 21.20005°Ö
- Kenttäjärvi (Gällivare socken, Lappland, 742279-172954), sjö i Gällivare kommun och Lappland 66°48′56″N 21°01′57″Ö / 66.81558°N 21.03254°Ö
- Kenttäjärvi (Gällivare socken, Lappland, 742787-172283), sjö i Gällivare kommun och Lappland 66°51′54″N 20°53′09″Ö / 66.86488°N 20.88579°Ö
- Kenttäjärvi (Gällivare socken, Lappland, 743965-171881), sjö i Gällivare kommun och Lappland 66°58′22″N 20°49′30″Ö / 66.97291°N 20.82500°Ö
- Kenttäjärvi (Gällivare socken, Lappland, 744074-173442), sjö i Gällivare kommun och Lappland 66°58′20″N 21°10′42″Ö / 66.97213°N 21.17826°Ö
- Kenttäjärvi (Jukkasjärvi socken, Lappland), sjö i Kiruna kommun och Lappland 67°47′05″N 21°32′39″Ö / 67.78471°N 21.54414°Ö
- Kentäntaustanjärvi, sjö i Kiruna kommun och Lappland 68°06′48″N 21°58′01″Ö / 68.11327°N 21.96702°Ö
- Kerävsjärvi, sjö i Kiruna kommun och Lappland 67°43′45″N 22°11′10″Ö / 67.72903°N 22.18613°Ö
- Kesasjärvi, sjö i Kiruna kommun och Lappland 67°59′27″N 21°33′51″Ö / 67.99096°N 21.56414°Ö
- Keski Makkarajärvi, sjö i Kiruna kommun och Lappland 67°35′46″N 21°06′53″Ö / 67.59617°N 21.11480°Ö
- Keski Nappasjärvi, sjö i Kiruna kommun och Lappland 67°56′51″N 22°04′46″Ö / 67.94758°N 22.07957°Ö
- Keski-Aaltojärvi, sjö i Gällivare kommun och Lappland 67°26′22″N 21°32′01″Ö / 67.43955°N 21.53351°Ö
- Keski-Juovajärvi, sjö i Kiruna kommun och Lappland 67°46′32″N 20°01′42″Ö / 67.77552°N 20.02829°Ö
- Keski-Leipojärvi, sjö i Gällivare kommun och Lappland 67°02′20″N 21°10′30″Ö / 67.03897°N 21.17511°Ö
- Keski-Sarkijärvi, sjö i Kiruna kommun och Lappland 67°45′29″N 22°02′43″Ö / 67.75800°N 22.04526°Ö
- Keskinen Aptasjärvi, sjö i Kiruna kommun och Lappland 67°46′35″N 20°25′27″Ö / 67.77639°N 20.42408°Ö
- Keskinen Käyräjärvi, sjö i Kiruna kommun och Lappland 67°58′22″N 20°07′14″Ö / 67.97274°N 20.12045°Ö
- Keskinenjärvi, sjö i Kiruna kommun och Lappland 67°43′03″N 22°18′36″Ö / 67.71755°N 22.30996°Ö
- Kesäsjärvi, sjö i Gällivare kommun och Lappland 67°10′15″N 21°37′22″Ö / 67.17088°N 21.62288°Ö
- Kiekeröjärvi (Karesuando socken, Lappland, 755842-179597), sjö i Kiruna kommun och Lappland 67°58′01″N 22°52′57″Ö / 67.96685°N 22.88237°Ö
- Kiekeröjärvi (Karesuando socken, Lappland, 757540-180120), sjö i Kiruna kommun och Lappland 68°06′41″N 23°03′20″Ö / 68.11149°N 23.05555°Ö
- Kielisenjärvi (Jukkasjärvi socken, Lappland), sjö i Kiruna kommun och Lappland 67°47′52″N 20°36′06″Ö / 67.79769°N 20.60175°Ö
- Kielisenjärvi (Karesuando socken, Lappland), sjö i Kiruna kommun och Lappland 68°05′04″N 22°12′46″Ö / 68.08445°N 22.21286°Ö
- Kierityksenjärvi (Jukkasjärvi socken, Lappland, 753329-176529), sjö i Kiruna kommun och Lappland 67°46′16″N 22°05′48″Ö / 67.77124°N 22.09660°Ö
- Kierityksenjärvi (Jukkasjärvi socken, Lappland, 753382-176902), sjö i Kiruna kommun och Lappland 67°46′23″N 22°11′04″Ö / 67.77305°N 22.18437°Ö
- Kiettijärvi, sjö i Gällivare kommun och Lappland 66°52′07″N 21°07′22″Ö / 66.86868°N 21.12280°Ö
- Kievajärvi (Gällivare socken, Lappland), sjö i Gällivare kommun och Lappland 66°45′16″N 20°57′27″Ö / 66.75456°N 20.95742°Ö
- Kievajärvi (Jukkasjärvi socken, Lappland), sjö i Kiruna kommun och Lappland 67°56′33″N 22°10′57″Ö / 67.94261°N 22.18244°Ö
- Kiimatievanjärvi, sjö i Kiruna kommun och Lappland 67°44′33″N 22°10′56″Ö / 67.74251°N 22.18221°Ö
- Kikkojärvi, sjö i Kiruna kommun och Lappland 67°55′23″N 20°18′34″Ö / 67.92310°N 20.30945°Ö
- Kilavaaranjärvi, sjö i Kiruna kommun och Lappland 67°37′50″N 21°09′58″Ö / 67.63064°N 21.16602°Ö
- Killimajärvi, sjö i Gällivare kommun och Lappland 67°27′03″N 20°46′30″Ö / 67.45070°N 20.77493°Ö
- Kilpisjärvi (sjö), sjö i Kiruna kommun och Lappland 69°01′38″N 20°46′21″Ö / 69.02726°N 20.77240°Ö
- Kiltijärvi (Gällivare socken, Lappland), sjö i Gällivare kommun och Lappland 67°06′00″N 21°12′55″Ö / 67.10012°N 21.21525°Ö
- Kipmejärvi, sjö i Gällivare kommun och Lappland 66°57′22″N 20°34′13″Ö / 66.95614°N 20.57032°Ö
- Kirjukanjärvi, sjö i Kiruna kommun och Lappland 67°46′19″N 22°21′53″Ö / 67.77192°N 22.36460°Ö
- Kirkasjärvi (Gällivare socken, Lappland, 742002-171314), sjö i Gällivare kommun och Lappland 66°48′05″N 20°39′05″Ö / 66.80131°N 20.65147°Ö
- Kirkasjärvi (Gällivare socken, Lappland, 743247-174502), sjö i Gällivare kommun och Lappland 66°53′27″N 21°24′00″Ö / 66.89077°N 21.40006°Ö
- Kirkasvesijärvi, sjö i Gällivare kommun och Lappland 67°28′05″N 21°20′38″Ö / 67.46814°N 21.34385°Ö
- Kirkkoväärtijärvi, sjö i Kiruna kommun och Lappland 67°54′17″N 20°23′24″Ö / 67.90478°N 20.38992°Ö
- Kirrajärvi, sjö i Kiruna kommun och Lappland 67°31′04″N 21°29′09″Ö / 67.51791°N 21.48571°Ö
- Kirunajärvi, sjö i Kiruna kommun och Lappland 67°49′50″N 20°07′05″Ö / 67.83058°N 20.11817°Ö
- Kirvesjärvi (Gällivare socken, Lappland), sjö i Gällivare kommun och Lappland 66°55′46″N 21°02′07″Ö / 66.92933°N 21.03538°Ö
- Kirvesjärvi (Karesuando socken, Lappland), sjö i Kiruna kommun och Lappland 68°21′54″N 22°02′00″Ö / 68.36505°N 22.03347°Ö
- Kiskamajärvi, sjö i Kiruna kommun och Lappland 67°49′54″N 21°14′17″Ö / 67.83153°N 21.23815°Ö
- Kivelujärvi, sjö i Gällivare kommun och Lappland 66°37′19″N 21°37′28″Ö / 66.62188°N 21.62432°Ö
- Kivi-Ahvenjärvi, sjö i Gällivare kommun och Lappland 66°48′59″N 20°28′47″Ö / 66.81629°N 20.47972°Ö
- Kivijärvi (Gällivare socken, Lappland, 741134-172511), sjö i Gällivare kommun och Lappland 66°43′00″N 20°54′39″Ö / 66.71661°N 20.91085°Ö
- Kivijärvi (Gällivare socken, Lappland, 743214-174640), sjö i Gällivare kommun och Lappland 66°53′08″N 21°25′45″Ö / 66.88551°N 21.42907°Ö
- Kivijärvi (Gällivare socken, Lappland, 743445-174576), sjö i Gällivare kommun och Lappland 66°54′18″N 21°25′17″Ö / 66.90504°N 21.42143°Ö
- Kivijärvi (Gällivare socken, Lappland, 746274-167253), sjö i Gällivare kommun och Lappland 67°12′41″N 19°47′14″Ö / 67.21125°N 19.78726°Ö
- Kivijärvi (Gällivare socken, Lappland, 748453-172645), sjö i Gällivare kommun och Lappland 67°22′46″N 21°02′48″Ö / 67.37951°N 21.04664°Ö
- Kivijärvi (Jokkmokks socken, Lappland), sjö i Jokkmokks kommun och Lappland 66°43′33″N 20°34′57″Ö / 66.72575°N 20.58250°Ö
- Kivijärvi (Jukkasjärvi socken, Lappland, 751056-174306), sjö i Kiruna kommun och Lappland 67°35′17″N 21°31′05″Ö / 67.58803°N 21.51793°Ö
- Kivijärvi (Jukkasjärvi socken, Lappland, 751472-174747), sjö i Kiruna kommun och Lappland 67°37′18″N 21°38′03″Ö / 67.62177°N 21.63426°Ö
- Kivijärvi (Jukkasjärvi socken, Lappland, 752521-172573), sjö i Kiruna kommun och Lappland 67°43′59″N 21°08′47″Ö / 67.73293°N 21.14626°Ö
- Kivijärvi (Jukkasjärvi socken, Lappland, 752747-173087), sjö i Kiruna kommun och Lappland 67°45′07″N 21°16′53″Ö / 67.75182°N 21.28135°Ö
- Kivijärvi (Jukkasjärvi socken, Lappland, 753056-177809), sjö i Kiruna kommun och Lappland 67°43′51″N 22°23′47″Ö / 67.73091°N 22.39632°Ö
- Kivijärvi (Jukkasjärvi socken, Lappland, 753456-171420), sjö i Kiruna kommun och Lappland 67°49′42″N 20°53′30″Ö / 67.82847°N 20.89176°Ö
- Kivijärvi (Jukkasjärvi socken, Lappland, 753574-174387), sjö i Kiruna kommun och Lappland 67°48′52″N 21°35′16″Ö / 67.81457°N 21.58768°Ö
- Kivijärvi (Jukkasjärvi socken, Lappland, 756106-175735), sjö i Kiruna kommun och Lappland 68°01′37″N 21°58′03″Ö / 68.02691°N 21.96749°Ö
- Kivijärvi (Jukkasjärvi socken, Lappland, 757798-174850), sjö i Kiruna kommun och Lappland 68°10′55″N 21°48′18″Ö / 68.18208°N 21.80502°Ö
- Kivijärvi (Karesuando socken, Lappland, 758124-177676), sjö i Kiruna kommun och Lappland 68°11′21″N 22°28′53″Ö / 68.18909°N 22.48151°Ö
- Kivijärvi (Karesuando socken, Lappland, 759083-178232), sjö i Kiruna kommun och Lappland 68°16′07″N 22°38′44″Ö / 68.26871°N 22.64564°Ö
- Kivikalajärvi, sjö i Gällivare kommun och Lappland 66°48′35″N 20°44′08″Ö / 66.80976°N 20.73546°Ö
- Kivisaarijärvi, sjö i Gällivare kommun och Lappland 67°25′35″N 21°35′49″Ö / 67.42649°N 21.59687°Ö
- Kivisalmjärvi, sjö i Kiruna kommun och Lappland 67°39′33″N 21°01′02″Ö / 67.65923°N 21.01724°Ö
- Kleementtijärvi, sjö i Gällivare kommun och Lappland 67°05′42″N 21°06′07″Ö / 67.09494°N 21.10190°Ö
- Knousinjärvi, sjö i Gällivare kommun och Lappland 66°56′16″N 21°21′05″Ö / 66.93765°N 21.35141°Ö
- Koirajärvi (Gällivare socken, Lappland, 741994-172320), sjö i Gällivare kommun och Lappland 66°47′47″N 20°53′00″Ö / 66.79644°N 20.88346°Ö
- Koirajärvi (Gällivare socken, Lappland, 743225-173547), sjö i Gällivare kommun och Lappland 66°53′44″N 21°11′08″Ö / 66.89552°N 21.18543°Ö
- Koirajärvi (Karesuando socken, Lappland, 759387-179329), sjö i Kiruna kommun och Lappland 68°16′47″N 22°55′26″Ö / 68.27962°N 22.92391°Ö
- Koirajärvi (Karesuando socken, Lappland, 760200-178776), sjö i Kiruna kommun och Lappland 68°21′43″N 22°48′39″Ö / 68.36187°N 22.81078°Ö
- Koivujärvi (Jukkasjärvi socken, Lappland, 750281-175561), sjö i Kiruna kommun och Lappland 67°30′38″N 21°47′50″Ö / 67.51060°N 21.79726°Ö
- Koivujärvi (Jukkasjärvi socken, Lappland, 751119-172367), sjö i Kiruna kommun och Lappland 67°36′38″N 21°03′58″Ö / 67.61044°N 21.06612°Ö
- Kokkajärvi, sjö i Kiruna kommun och Lappland 67°48′18″N 21°37′00″Ö / 67.80508°N 21.61674°Ö
- Kokkojärvi, sjö i Gällivare kommun och Lappland 66°42′52″N 21°03′59″Ö / 66.71444°N 21.06651°Ö
- Kolmasjärvi, sjö i Gällivare kommun och Lappland 67°18′47″N 20°44′01″Ö / 67.31308°N 20.73352°Ö
- Kolsijärvi, sjö i Gällivare kommun och Lappland 66°56′41″N 20°53′04″Ö / 66.94486°N 20.88435°Ö
- Kompelusjärvi, sjö i Gällivare kommun och Lappland 66°52′04″N 20°45′23″Ö / 66.86782°N 20.75631°Ö
- Konijärvi, sjö i Kiruna kommun och Lappland 67°38′09″N 22°09′29″Ö / 67.63576°N 22.15797°Ö
- Kontturijärvi, sjö i Gällivare kommun och Lappland 67°08′21″N 21°07′31″Ö / 67.13913°N 21.12525°Ö
- Koojärvi, sjö i Kiruna kommun och Lappland 68°16′31″N 20°03′50″Ö / 68.27534°N 20.06391°Ö
- Koppajärvi, sjö i Kiruna kommun och Lappland 68°14′29″N 22°07′10″Ö / 68.24132°N 22.11955°Ö
- Koppojärvi, sjö i Gällivare kommun och Lappland 67°02′45″N 20°50′51″Ö / 67.04592°N 20.84748°Ö
- Korminjärvi, sjö i Kiruna kommun och Lappland 68°21′23″N 21°17′35″Ö / 68.35646°N 21.29319°Ö
- Korteesenjärvi, sjö i Gällivare kommun och Lappland 66°41′00″N 21°00′21″Ö / 66.68328°N 21.00584°Ö
- Kortejärvi (Gällivare socken, Lappland, 742414-171702), sjö i Gällivare kommun och Lappland 66°50′12″N 20°45′04″Ö / 66.83678°N 20.75118°Ö
- Kortejärvi (Gällivare socken, Lappland, 749613-173064), sjö i Gällivare kommun och Lappland 67°28′10″N 21°12′07″Ö / 67.46953°N 21.20205°Ö
- Kortejärvi (Karesuando socken, Lappland, 758855-178062), sjö i Kiruna kommun och Lappland 68°15′05″N 22°35′58″Ö / 68.25151°N 22.59941°Ö
- Kortejärvi (Karesuando socken, Lappland, 760287-176081), sjö i Kiruna kommun och Lappland 68°23′33″N 22°09′01″Ö / 68.39252°N 22.15024°Ö
- Kortetjärvi (Gällivare socken, Lappland), sjö i Gällivare kommun och Lappland 66°47′34″N 20°38′35″Ö / 66.79276°N 20.64317°Ö
- Kortetjärvi (Jukkasjärvi socken, Lappland), sjö i Kiruna kommun och Lappland 67°58′27″N 20°22′29″Ö / 67.97422°N 20.37469°Ö
- Korttojärvi, sjö i Kiruna kommun och Lappland 68°12′26″N 20°07′52″Ö / 68.20721°N 20.13101°Ö
- Kosiojärvi, sjö i Kiruna kommun och Lappland 67°56′34″N 21°26′57″Ö / 67.94286°N 21.44925°Ö
- Koskumajärvi, sjö i Kiruna kommun och Lappland 68°15′36″N 22°01′10″Ö / 68.25996°N 22.01954°Ö
- Kotajärvi (Gällivare socken, Lappland, 740148-174309), sjö i Gällivare kommun och Lappland 66°36′54″N 21°17′49″Ö / 66.61490°N 21.29683°Ö
- Kotajärvi (Gällivare socken, Lappland, 744568-173296), sjö i Gällivare kommun och Lappland 67°00′55″N 21°09′09″Ö / 67.01527°N 21.15261°Ö
- Kotajärvi (Gällivare socken, Lappland, 745970-173305), sjö i Gällivare kommun och Lappland 67°08′31″N 21°11′11″Ö / 67.14202°N 21.18649°Ö
- Kotajärvi (Gällivare socken, Lappland, 749134-175390), sjö i Gällivare kommun och Lappland 67°24′28″N 21°43′56″Ö / 67.40779°N 21.73226°Ö
- Kotajärvi (Jukkasjärvi socken, Lappland), sjö i Kiruna kommun och Lappland 67°44′14″N 21°32′44″Ö / 67.73724°N 21.54555°Ö
- Kotajärvi (Karesuando socken, Lappland), sjö i Kiruna kommun och Lappland 68°16′40″N 22°32′50″Ö / 68.27780°N 22.54718°Ö
- Kotijänkänjärvi, sjö i Kiruna kommun och Lappland 67°46′04″N 22°17′38″Ö / 67.76773°N 22.29397°Ö
- Kotijärvi (Gällivare socken, Lappland, 742009-172211), sjö i Gällivare kommun och Lappland 66°47′49″N 20°51′33″Ö / 66.79695°N 20.85917°Ö
- Kotijärvi (Gällivare socken, Lappland, 743530-175980), sjö i Gällivare kommun och Lappland 66°54′06″N 21°44′47″Ö / 66.90171°N 21.74627°Ö
- Kotijärvi (Gällivare socken, Lappland, 743754-171798), sjö i Gällivare kommun och Lappland 66°57′25″N 20°47′33″Ö / 66.95694°N 20.79256°Ö
- Kotijärvi (Gällivare socken, Lappland, 747989-170210), sjö i Gällivare kommun och Lappland 67°21′03″N 20°29′56″Ö / 67.35094°N 20.49882°Ö
- Kotijärvi (Gällivare socken, Lappland, 749387-169553), sjö i Gällivare kommun och Lappland 67°28′38″N 20°22′01″Ö / 67.47722°N 20.36697°Ö
- Kotojärvi (Gällivare socken, Lappland), sjö i Gällivare kommun och Lappland 66°57′32″N 20°52′02″Ö / 66.95899°N 20.86710°Ö
- Kotojärvi (Jukkasjärvi socken, Lappland), sjö i Kiruna kommun och Lappland 67°44′54″N 20°15′57″Ö / 67.74826°N 20.26586°Ö
- Koulusjärvi, sjö i Kiruna kommun och Lappland 68°15′59″N 22°20′08″Ö / 68.26645°N 22.33550°Ö
- Kreuksenjärvi, sjö i Kiruna kommun och Lappland 67°23′54″N 21°57′24″Ö / 67.39828°N 21.95663°Ö
- Kuilujärvi, sjö i Gällivare kommun och Lappland 66°53′05″N 21°03′38″Ö / 66.88461°N 21.06059°Ö
- Kuivakoskenjärvi, sjö i Kiruna kommun och Lappland 68°24′05″N 22°11′34″Ö / 68.40134°N 22.19280°Ö
- Kujijärvi, sjö i Gällivare kommun och Lappland 66°55′20″N 20°49′18″Ö / 66.92213°N 20.82164°Ö
- Kulasjärvi (Gällivare socken, Lappland, 746172-173671), sjö i Gällivare kommun och Lappland 67°09′33″N 21°16′09″Ö / 67.15918°N 21.26926°Ö
- Kulasjärvi (Gällivare socken, Lappland, 747636-172577), sjö i Gällivare kommun och Lappland 67°17′47″N 21°03′09″Ö / 67.29631°N 21.05262°Ö
- Kulasjärvi (Gällivare socken, Lappland, 748299-173383), sjö i Gällivare kommun och Lappland 67°20′59″N 21°14′44″Ö / 67.34969°N 21.24564°Ö
- Kulasjärvi (Gällivare socken, Lappland, 748314-173435), sjö i Gällivare kommun och Lappland 67°21′02″N 21°15′42″Ö / 67.35067°N 21.26173°Ö
- Kulasjärvi (Karesuando socken, Lappland, 758316-177618), sjö i Kiruna kommun och Lappland 68°12′21″N 22°29′04″Ö / 68.20582°N 22.48446°Ö
- Kulasjärvi (Karesuando socken, Lappland, 758361-178685), sjö i Kiruna kommun och Lappland 68°12′10″N 22°43′52″Ö / 68.20279°N 22.73113°Ö
- Kulasjärvi (Karesuando socken, Lappland, 758637-177263), sjö i Kiruna kommun och Lappland 68°14′04″N 22°24′00″Ö / 68.23443°N 22.40011°Ö
- Kulasjärvi (Karesuando socken, Lappland, 758796-175689), sjö i Kiruna kommun och Lappland 68°15′50″N 22°01′29″Ö / 68.26381°N 22.02473°Ö
- Kulijärvi, sjö i Kiruna kommun och Lappland 67°50′46″N 21°38′02″Ö / 67.84622°N 21.63392°Ö
- Kultamajärvi, sjö i Kiruna kommun och Lappland 68°04′31″N 22°21′42″Ö / 68.07516°N 22.36162°Ö
- Kulujänkänjärvi, sjö i Gällivare kommun och Lappland 66°43′29″N 21°04′26″Ö / 66.72472°N 21.07394°Ö
- Kummajärvi (Karesuando socken, Lappland, 759154-177963), sjö i Kiruna kommun och Lappland 68°16′37″N 22°35′00″Ö / 68.27704°N 22.58344°Ö
- Kummajärvi (Karesuando socken, Lappland, 760291-176330), sjö i Kiruna kommun och Lappland 68°23′35″N 22°13′26″Ö / 68.39312°N 22.22395°Ö
- Kunnajärvi, sjö i Kiruna kommun och Lappland 68°28′32″N 22°14′43″Ö / 68.47561°N 22.24525°Ö
- Kuokkimajärvi, sjö i Kiruna kommun och Lappland 69°03′22″N 20°33′40″Ö / 69.05610°N 20.56111°Ö
- Kuollitusjärvi, sjö i Kiruna kommun och Lappland 67°48′19″N 20°37′51″Ö / 67.80528°N 20.63088°Ö
- Kuopanjärvi, sjö i Gällivare kommun och Lappland 67°11′08″N 21°36′40″Ö / 67.18552°N 21.61112°Ö
- Kuoppajärvi (Gällivare socken, Lappland), sjö i Gällivare kommun och Lappland 67°25′51″N 20°51′29″Ö / 67.43094°N 20.85810°Ö
- Kuoppajärvi (Jukkasjärvi socken, Lappland), sjö i Kiruna kommun och Lappland 67°38′45″N 22°02′45″Ö / 67.64578°N 22.04596°Ö
- Kuoppajärvi (Karesuando socken, Lappland, 758407-178622), sjö i Kiruna kommun och Lappland 68°12′26″N 22°43′25″Ö / 68.20716°N 22.72372°Ö
- Kuoppajärvi (Karesuando socken, Lappland, 758438-180231), sjö i Kiruna kommun och Lappland 68°11′19″N 23°06′19″Ö / 68.18866°N 23.10527°Ö
- Kuoppajärvi (Karesuando socken, Lappland, 758959-179638), sjö i Kiruna kommun och Lappland 68°14′36″N 22°58′26″Ö / 68.24338°N 22.97382°Ö
- Kuormakanalusjärvi, sjö i Kiruna kommun och Lappland 68°10′13″N 21°47′34″Ö / 68.17019°N 21.79272°Ö
- Kuormakkajärvi, sjö i Kiruna kommun och Lappland 68°06′34″N 22°00′19″Ö / 68.10932°N 22.00529°Ö
- Kuorpasjärvi, sjö i Gällivare kommun och Lappland 67°02′57″N 21°02′15″Ö / 67.04905°N 21.03749°Ö
- Kuortojärvi, sjö i Kiruna kommun och Lappland 68°19′29″N 22°09′09″Ö / 68.32462°N 22.15245°Ö
- Kuosajärvi, sjö i Kiruna kommun och Lappland 67°45′17″N 20°34′20″Ö / 67.75469°N 20.57230°Ö
- Kuotikjärvi, sjö i Gällivare kommun och Lappland 67°02′37″N 20°57′18″Ö / 67.04374°N 20.95504°Ö
- Kuotkovaranjärvi, sjö i Kiruna kommun och Lappland 67°28′36″N 21°29′23″Ö / 67.47674°N 21.48969°Ö
- Kuotsajärvi, sjö i Kiruna kommun och Lappland 67°49′18″N 20°51′17″Ö / 67.82171°N 20.85459°Ö
- Kurikkajärvi, sjö i Gällivare kommun och Lappland 67°22′58″N 21°32′08″Ö / 67.38288°N 21.53554°Ö
- Kurkkiojärvi (Jukkasjärvi socken, Lappland, 753395-177936), sjö i Kiruna kommun och Lappland 67°46′00″N 22°25′50″Ö / 67.76664°N 22.43043°Ö
- Kurkkiojärvi (Jukkasjärvi socken, Lappland, 755868-175746), sjö i Kiruna kommun och Lappland 68°00′15″N 21°58′02″Ö / 68.00406°N 21.96715°Ö
- Kurrajärvi, sjö i Gällivare kommun och Lappland 66°58′09″N 21°25′32″Ö / 66.96904°N 21.42565°Ö
- Kurrakkajärvi, sjö i Kiruna kommun och Lappland 68°16′59″N 21°30′55″Ö / 68.28303°N 21.51524°Ö
- Kursujärvi (Gällivare socken, Lappland, 744610-177088), sjö i Gällivare kommun och Lappland 66°59′22″N 22°01′14″Ö / 66.98957°N 22.02060°Ö
- Kursujärvi (Gällivare socken, Lappland, 748565-172750), sjö i Gällivare kommun och Lappland 67°22′50″N 21°06′21″Ö / 67.38063°N 21.10576°Ö
- Kursujärvi (Gällivare socken, Lappland, 749078-170203), sjö i Gällivare kommun och Lappland 67°26′36″N 20°31′13″Ö / 67.44343°N 20.52035°Ö
- Kursujärvi (Gällivare socken, Lappland, 749668-172652), sjö i Gällivare kommun och Lappland 67°28′39″N 21°06′26″Ö / 67.47762°N 21.10725°Ö
- Kursujärvi (Jukkasjärvi socken, Lappland), sjö i Kiruna kommun och Lappland 67°45′53″N 21°46′46″Ö / 67.76482°N 21.77946°Ö
- Kursujärvi (Karesuando socken, Lappland), sjö i Kiruna kommun och Lappland 67°54′56″N 22°38′50″Ö / 67.91565°N 22.64709°Ö
- Kursuonkanjärvi, sjö i Gällivare kommun och Lappland 67°28′44″N 21°20′33″Ö / 67.47898°N 21.34239°Ö
- Kutsasjärvi, sjö i Gällivare kommun och Lappland 67°19′05″N 20°48′59″Ö / 67.31798°N 20.81628°Ö
- Kutsurjärvi, sjö i Kiruna kommun och Lappland 68°27′58″N 21°51′49″Ö / 68.46602°N 21.86359°Ö
- Kuurusjärvi, sjö i Gällivare kommun och Lappland 67°24′40″N 21°09′05″Ö / 67.41113°N 21.15138°Ö
- Kuusipuolijärvi, sjö i Gällivare kommun och Lappland 67°26′26″N 20°56′48″Ö / 67.44064°N 20.94679°Ö
- Kuvajärvi, sjö i Gällivare kommun och Lappland 66°54′21″N 21°28′35″Ö / 66.90587°N 21.47639°Ö
- Kylkijärvi, sjö i Kiruna kommun och Lappland 67°47′18″N 22°24′01″Ö / 67.78831°N 22.40040°Ö
- Kynisjärvi, sjö i Kiruna kommun och Lappland 68°05′10″N 23°10′45″Ö / 68.08607°N 23.17910°Ö
- Käenjärvi, sjö i Kiruna kommun och Lappland 68°26′13″N 22°25′03″Ö / 68.43708°N 22.41742°Ö
- Kätkijärvi, sjö i Kiruna kommun och Lappland 68°20′01″N 22°09′04″Ö / 68.33368°N 22.15109°Ö
- Kätkäjärvi, sjö i Kiruna kommun och Lappland 67°59′17″N 21°27′29″Ö / 67.98808°N 21.45813°Ö
- Käyläkkäjärvi (Karesuando socken, Lappland, 759325-178467), sjö i Kiruna kommun och Lappland 68°16′55″N 22°42′11″Ö / 68.28192°N 22.70315°Ö
- Käyläkkäjärvi (Karesuando socken, Lappland, 759492-178573), sjö i Kiruna kommun och Lappland 68°17′59″N 22°43′45″Ö / 68.29986°N 22.72905°Ö
- Käytsijärvi, sjö i Gällivare kommun och Lappland 67°22′22″N 21°21′17″Ö / 67.37277°N 21.35462°Ö
- Laakonjärvi, sjö i Gällivare kommun och Lappland 67°22′51″N 20°31′22″Ö / 67.38080°N 20.52267°Ö
- Lahtivainiojärvi, sjö i Kiruna kommun och Lappland 67°37′02″N 21°37′01″Ö / 67.61709°N 21.61681°Ö
- Lainattomanjärvi, sjö i Kiruna kommun och Lappland 68°20′07″N 22°43′13″Ö / 68.33538°N 22.72014°Ö
- Lainojärvi, sjö i Kiruna kommun och Lappland 68°06′52″N 21°52′39″Ö / 68.11434°N 21.87755°Ö
- Laiparijärvi (Jukkasjärvi socken, Lappland, 751425-174400), sjö i Kiruna kommun och Lappland 67°37′14″N 21°33′07″Ö / 67.62048°N 21.55201°Ö
- Laiparijärvi (Jukkasjärvi socken, Lappland, 751437-174345), sjö i Kiruna kommun och Lappland 67°37′14″N 21°32′41″Ö / 67.62047°N 21.54468°Ö
- Lannanjärvi, sjö i Kiruna kommun och Lappland 67°42′53″N 22°16′48″Ö / 67.71460°N 22.27996°Ö
- Lanttojärvi, sjö i Gällivare kommun och Lappland 67°28′25″N 21°13′12″Ö / 67.47369°N 21.22012°Ö
- Lapin Kokkajärvi, sjö i Kiruna kommun och Lappland 67°49′24″N 21°41′22″Ö / 67.82336°N 21.68942°Ö
- Lappakkajärvi, sjö i Gällivare kommun och Lappland 67°17′55″N 20°44′54″Ö / 67.29860°N 20.74823°Ö
- Lassijärvi, sjö i Kiruna kommun och Lappland 67°37′38″N 21°30′44″Ö / 67.62728°N 21.51234°Ö
- Lassinantinjärvi, sjö i Kiruna kommun och Lappland 67°54′09″N 20°30′16″Ö / 67.90252°N 20.50451°Ö
- Latnijärvi, sjö i Gällivare kommun och Lappland 67°12′34″N 21°07′13″Ö / 67.20936°N 21.12015°Ö
- Latvajärvi, sjö i Gällivare kommun och Lappland 67°25′18″N 21°42′24″Ö / 67.42169°N 21.70669°Ö
- Laukkujärvi (Gällivare socken, Lappland), sjö i Gällivare kommun och Lappland 67°20′20″N 21°00′33″Ö / 67.33900°N 21.00907°Ö
- Laukkujärvi (Jukkasjärvi socken, Lappland), sjö i Gällivare kommun och Lappland 67°49′54″N 19°33′10″Ö / 67.83166°N 19.55286°Ö
- Laurajärvi, sjö i Gällivare kommun och Lappland 67°04′22″N 21°04′54″Ö / 67.07286°N 21.08161°Ö
- Laurinjärvi, sjö i Gällivare kommun och Lappland 67°02′04″N 20°56′06″Ö / 67.03441°N 20.93487°Ö
- Laurukaisenjärvi, sjö i Kiruna kommun och Lappland 68°34′25″N 21°49′47″Ö / 68.57374°N 21.82966°Ö
- Lauttajärvi (Gällivare socken, Lappland), sjö i Gällivare kommun och Lappland 67°19′55″N 21°11′58″Ö / 67.33191°N 21.19939°Ö
- Lauttajärvi (Karesuando socken, Lappland), sjö i Kiruna kommun och Lappland 68°25′51″N 22°25′16″Ö / 68.43089°N 22.42123°Ö
- Lavajärvi, sjö i Gällivare kommun och Lappland 67°23′41″N 21°15′23″Ö / 67.39484°N 21.25642°Ö
- Lehmäjärvi, sjö i Gällivare kommun och Lappland 66°46′34″N 20°59′03″Ö / 66.77617°N 20.98405°Ö
- Lehtojärvi (Jukkasjärvi socken, Lappland, 752340-175076), sjö i Kiruna kommun och Lappland 67°41′51″N 21°43′40″Ö / 67.69741°N 21.72769°Ö
- Lehtojärvi (Jukkasjärvi socken, Lappland, 754388-174844), sjö i Kiruna kommun och Lappland 67°52′52″N 21°43′21″Ö / 67.88102°N 21.72241°Ö
- Lehtojärvi (Jukkasjärvi socken, Lappland, 754398-174826), sjö i Kiruna kommun och Lappland 67°52′55″N 21°43′03″Ö / 67.88193°N 21.71738°Ö
- Leipipirajärvi, sjö i Gällivare kommun och Lappland 67°00′19″N 20°57′35″Ö / 67.00528°N 20.95976°Ö
- Lettojärvi (Jukkasjärvi socken, Lappland, 753161-174484), sjö i Kiruna kommun och Lappland 67°46′39″N 21°37′23″Ö / 67.77759°N 21.62297°Ö
- Lettojärvi (Jukkasjärvi socken, Lappland, 753938-173909), sjö i Kiruna kommun och Lappland 67°50′51″N 21°29′58″Ö / 67.84763°N 21.49957°Ö
- Leuhtajärvi, sjö i Kiruna kommun och Lappland 68°03′54″N 22°26′12″Ö / 68.06504°N 22.43656°Ö
- Leuskajärvi, sjö i Kiruna kommun och Lappland 67°36′12″N 21°39′27″Ö / 67.60329°N 21.65753°Ö
- Leveäjärvi (Jukkasjärvi socken, Lappland), sjö i Kiruna kommun och Lappland 67°57′52″N 22°07′45″Ö / 67.96449°N 22.12924°Ö
- Leveäjärvi (Karesuando socken, Lappland, 759602-176482), sjö i Kiruna kommun och Lappland 68°19′58″N 22°14′50″Ö / 68.33278°N 22.24710°Ö
- Leveäjärvi (Karesuando socken, Lappland, 760728-176932), sjö i Kiruna kommun och Lappland 68°25′27″N 22°22′54″Ö / 68.42417°N 22.38157°Ö
- Leväjärvi (Jukkasjärvi socken, Lappland), sjö i Kiruna kommun och Lappland 67°45′29″N 20°52′14″Ö / 67.75792°N 20.87049°Ö
- Leväjärvi (Karesuando socken, Lappland), sjö i Kiruna kommun och Lappland 68°20′04″N 22°34′25″Ö / 68.33439°N 22.57351°Ö
- Liekojärvi (Gällivare socken, Lappland), sjö i Gällivare kommun och Lappland 67°02′21″N 21°13′34″Ö / 67.03913°N 21.22605°Ö
- Liekojärvi (Karesuando socken, Lappland), sjö i Kiruna kommun och Lappland 68°21′31″N 21°32′10″Ö / 68.35861°N 21.53622°Ö
- Liekovuomanjärvi, sjö i Kiruna kommun och Lappland 67°39′16″N 21°14′10″Ö / 67.65439°N 21.23619°Ö
- Lietakkajärvi, sjö i Gällivare kommun och Lappland 66°45′49″N 20°56′38″Ö / 66.76373°N 20.94386°Ö
- Lietikkajärvi, sjö i Gällivare kommun och Lappland 67°06′38″N 20°51′30″Ö / 67.11049°N 20.85842°Ö
- Lihajärvi, sjö i Kiruna kommun och Lappland 67°52′09″N 22°21′29″Ö / 67.86929°N 22.35817°Ö
- Liikarannanjärvi, sjö i Gällivare kommun och Lappland 66°43′24″N 20°58′33″Ö / 66.72347°N 20.97592°Ö
- Liinajärvi, sjö i Gällivare kommun och Lappland 66°38′10″N 20°55′32″Ö / 66.63610°N 20.92547°Ö
- Linkajärvi, sjö i Gällivare kommun och Lappland 66°47′46″N 22°05′24″Ö / 66.79621°N 22.08998°Ö
- Lintujärvi, sjö i Gällivare kommun och Lappland 67°25′15″N 21°14′47″Ö / 67.42090°N 21.24648°Ö
- Lissmajärvi, sjö i Gällivare kommun och Lappland 67°21′50″N 21°04′52″Ö / 67.36381°N 21.08124°Ö
- Liukattijärvi, sjö i Kiruna kommun och Lappland 67°35′36″N 20°58′28″Ö / 67.59325°N 20.97438°Ö
- Livikkajärvi, sjö i Kiruna kommun och Lappland 67°58′25″N 20°01′19″Ö / 67.97367°N 20.02203°Ö
- Lompolojärvi (Gällivare socken, Lappland, 741934-173067), sjö i Gällivare kommun och Lappland 66°47′00″N 21°03′26″Ö / 66.78346°N 21.05715°Ö
- Lompolojärvi (Gällivare socken, Lappland, 745411-172400), sjö i Gällivare kommun och Lappland 67°05′58″N 20°57′58″Ö / 67.09940°N 20.96598°Ö
- Lompolojärvi (Gällivare socken, Lappland, 747278-168233), sjö i Gällivare kommun och Lappland 67°17′53″N 20°02′17″Ö / 67.29806°N 20.03815°Ö
- Lompolojärvi (Gällivare socken, Lappland, 748597-174865), sjö i Gällivare kommun och Lappland 67°22′08″N 21°36′25″Ö / 67.36880°N 21.60691°Ö
- Lonnejärvi, sjö i Gällivare kommun och Lappland 67°23′59″N 21°35′51″Ö / 67.39982°N 21.59763°Ö
- Lotsamajärvi, sjö i Kiruna kommun och Lappland 68°14′49″N 22°19′29″Ö / 68.24705°N 22.32484°Ö
- Lovajärvi, sjö i Gällivare kommun och Lappland 67°11′28″N 21°09′53″Ö / 67.19114°N 21.16479°Ö
- Luhtajärvi, sjö i Kiruna kommun och Lappland 68°12′18″N 21°47′20″Ö / 68.20508°N 21.78878°Ö
- Lulimuksenjärvi, sjö i Kiruna kommun och Lappland 68°04′50″N 22°41′30″Ö / 68.08052°N 22.69159°Ö
- Lunasjärvi, sjö i Kiruna kommun och Lappland 67°50′06″N 22°15′47″Ö / 67.83497°N 22.26311°Ö
- Luongasjärvi (Jukkasjärvi socken, Lappland), sjö i Kiruna kommun och Lappland 67°39′26″N 21°08′37″Ö / 67.65728°N 21.14373°Ö
- Luongasjärvi (Karesuando socken, Lappland), sjö i Kiruna kommun och Lappland 68°13′25″N 22°39′47″Ö / 68.22366°N 22.66295°Ö
- Luossajärvi, sjö i Kiruna kommun och Lappland 67°51′52″N 20°11′15″Ö / 67.86440°N 20.18756°Ö
- Luotasaarenjärvi, sjö i Gällivare kommun och Lappland 66°45′27″N 20°55′24″Ö / 66.75747°N 20.92343°Ö
- Luottajärvi, sjö i Kiruna kommun och Lappland 67°42′56″N 21°52′34″Ö / 67.71561°N 21.87600°Ö
- Luovijärvi, sjö i Kiruna kommun och Lappland 68°00′05″N 20°45′09″Ö / 68.00139°N 20.75259°Ö
- Lurvikkajärvi, sjö i Gällivare kommun och Lappland 66°52′58″N 20°34′56″Ö / 66.88289°N 20.58210°Ö
- Luspajärvi, sjö i Gällivare kommun och Lappland 67°49′55″N 19°26′18″Ö / 67.83191°N 19.43831°Ö
- Länsijärvi, sjö i Gällivare kommun och Lappland 66°57′52″N 21°31′50″Ö / 66.96456°N 21.53050°Ö
- Läpikäypäjärvi, sjö i Gällivare kommun och Lappland 67°23′16″N 21°48′35″Ö / 67.38781°N 21.80984°Ö
- Maasankijärvi, sjö i Kiruna kommun och Lappland 68°16′50″N 22°46′12″Ö / 68.28047°N 22.77011°Ö
- Maattajärvi, sjö i Kiruna kommun och Lappland 67°56′55″N 21°11′51″Ö / 67.94854°N 21.19761°Ö
- Madejärvi, sjö i Gällivare kommun och Lappland 67°20′24″N 21°05′09″Ö / 67.33991°N 21.08576°Ö
- Madetjärvi (Gällivare socken, Lappland, 740724-172758), sjö i Gällivare kommun och Lappland 66°40′39″N 20°57′53″Ö / 66.67762°N 20.96472°Ö
- Madetjärvi (Gällivare socken, Lappland, 741633-170836), sjö i Gällivare kommun och Lappland 66°46′28″N 20°32′32″Ö / 66.77442°N 20.54233°Ö
- Maejärvi (Jukkasjärvi socken, Lappland, 752853-175743), sjö i Kiruna kommun och Lappland 67°44′21″N 21°53′48″Ö / 67.73905°N 21.89680°Ö
- Maejärvi (Jukkasjärvi socken, Lappland, 754433-171152), sjö i Kiruna kommun och Lappland 67°54′52″N 20°50′54″Ö / 67.91433°N 20.84845°Ö
- Maejärvi (Jukkasjärvi socken, Lappland, 755337-176642), sjö i Kiruna kommun och Lappland 67°57′05″N 22°10′29″Ö / 67.95147°N 22.17481°Ö
- Maejärvi (Karesuando socken, Lappland), sjö i Kiruna kommun och Lappland 68°16′01″N 21°56′26″Ö / 68.26695°N 21.94056°Ö
- Majajärvi, sjö i Kiruna kommun och Lappland 68°02′22″N 22°16′18″Ö / 68.03936°N 22.27178°Ö
- Makkarojärvi, sjö i Kiruna kommun och Lappland 67°44′21″N 21°59′20″Ö / 67.73926°N 21.98897°Ö
- Maltosjärvi, sjö i Kiruna kommun och Lappland 67°50′56″N 21°24′15″Ö / 67.84886°N 21.40428°Ö
- Mannajärvi, sjö i Kiruna kommun och Lappland 68°27′46″N 22°18′12″Ö / 68.46282°N 22.30337°Ö
- Marastintaustajärvi, sjö i Kiruna kommun och Lappland 68°46′26″N 21°15′28″Ö / 68.77381°N 21.25790°Ö
- Marsijärvi (Gällivare socken, Lappland), sjö i Gällivare kommun och Lappland 67°24′34″N 21°14′54″Ö / 67.40933°N 21.24828°Ö
- Marsijärvi (Jukkasjärvi socken, Lappland), sjö i Kiruna kommun och Lappland 67°34′38″N 20°57′34″Ö / 67.57709°N 20.95954°Ö
- Martin-Pekanjärvi, sjö i Kiruna kommun och Lappland 68°14′11″N 22°25′38″Ö / 68.23633°N 22.42712°Ö
- Massajärvi, sjö i Kiruna kommun och Lappland 67°46′31″N 21°59′22″Ö / 67.77534°N 21.98949°Ö
- Matalajärvi (Jukkasjärvi socken, Lappland), sjö i Kiruna kommun och Lappland 68°18′59″N 19°55′44″Ö / 68.31638°N 19.92876°Ö
- Matalajärvi (Karesuando socken, Lappland, 755280-177518), sjö i Kiruna kommun och Lappland 67°56′08″N 22°22′46″Ö / 67.93545°N 22.37953°Ö
- Matalajärvi (Karesuando socken, Lappland, 756485-177121), sjö i Kiruna kommun och Lappland 68°02′30″N 22°18′13″Ö / 68.04161°N 22.30369°Ö
- Matalajärvi (Karesuando socken, Lappland, 757646-176907), sjö i Kiruna kommun och Lappland 68°09′39″N 22°17′36″Ö / 68.16073°N 22.29347°Ö
- Matkajärvi, sjö i Kiruna kommun och Lappland 68°07′25″N 23°05′27″Ö / 68.12364°N 23.09083°Ö
- Mattijärvi, sjö i Gällivare kommun och Lappland 67°18′59″N 20°02′32″Ö / 67.31636°N 20.04232°Ö
- Maunujärvi (Gällivare socken, Lappland), sjö i Gällivare kommun och Lappland 67°19′01″N 21°52′21″Ö / 67.31695°N 21.87247°Ö
- Maunujärvi (Jukkasjärvi socken, Lappland), sjö i Kiruna kommun och Lappland 67°41′25″N 21°07′21″Ö / 67.69036°N 21.12237°Ö
- Maunukaisenjärvi, sjö i Kiruna kommun och Lappland 67°33′25″N 21°47′05″Ö / 67.55688°N 21.78474°Ö
- Merilaisjärvi, sjö i Gällivare kommun och Lappland 66°44′32″N 20°56′44″Ö / 66.74209°N 20.94548°Ö
- Merkkipeläjenjärvi, sjö i Kiruna kommun och Lappland 67°46′26″N 22°16′09″Ö / 67.77393°N 22.26929°Ö
- Mertasjärvi (Jukkasjärvi socken, Lappland, 752471-171223), sjö i Kiruna kommun och Lappland 67°44′19″N 20°49′39″Ö / 67.73858°N 20.82742°Ö
- Mertasjärvi (Jukkasjärvi socken, Lappland, 752729-170969), sjö i Kiruna kommun och Lappland 67°45′56″N 20°46′22″Ö / 67.76551°N 20.77291°Ö
- Mestojärvi, sjö i Gällivare kommun och Lappland 66°59′06″N 21°33′07″Ö / 66.98494°N 21.55186°Ö
- Metsåivejärvi, sjö i Gällivare kommun och Lappland 66°56′35″N 20°39′20″Ö / 66.94295°N 20.65555°Ö
- Mettä Kallojärvi, sjö i Kiruna kommun och Lappland 67°56′09″N 20°27′19″Ö / 67.93583°N 20.45532°Ö
- Mettä Rakkurijärvi, sjö i Kiruna kommun och Lappland 67°47′53″N 20°09′07″Ö / 67.79797°N 20.15182°Ö
- Mettä Sattajärvi, sjö i Kiruna kommun och Lappland 67°32′10″N 21°23′37″Ö / 67.53605°N 21.39363°Ö
- Mettä-Tohtajajärvi, sjö i Gällivare kommun och Lappland 67°23′34″N 21°10′33″Ö / 67.39269°N 21.17576°Ö
- Mettäjärvi (Gällivare socken, Lappland, 744122-177381), sjö i Gällivare kommun och Lappland 66°56′36″N 22°04′34″Ö / 66.94344°N 22.07610°Ö
- Mettäjärvi (Gällivare socken, Lappland, 748723-175696), sjö i Gällivare kommun och Lappland 67°21′21″N 21°47′25″Ö / 67.35586°N 21.79035°Ö
- Mettäjärvi (Jukkasjärvi socken, Lappland, 753203-168070), sjö i Kiruna kommun och Lappland 67°49′27″N 20°05′19″Ö / 67.82417°N 20.08869°Ö
- Mettäjärvi (Jukkasjärvi socken, Lappland, 756192-174379), sjö i Kiruna kommun och Lappland 68°02′37″N 21°39′00″Ö / 68.04364°N 21.64992°Ö
- Meurisjärvi, sjö i Gällivare kommun och Lappland 66°45′48″N 20°48′13″Ö / 66.76321°N 20.80351°Ö
- Mikkelijärvi (Jukkasjärvi socken, Lappland, 751373-173728), sjö i Kiruna kommun och Lappland 67°37′22″N 21°23′12″Ö / 67.62266°N 21.38656°Ö
- Mikkelijärvi (Jukkasjärvi socken, Lappland, 751511-174142), sjö i Kiruna kommun och Lappland 67°38′07″N 21°28′49″Ö / 67.63533°N 21.48027°Ö
- Mikkelijärvi (Jukkasjärvi socken, Lappland, 752396-174855), sjö i Kiruna kommun och Lappland 67°42′21″N 21°40′10″Ö / 67.70591°N 21.66940°Ö
- Mikkojärvi (Jukkasjärvi socken, Lappland), sjö i Kiruna kommun och Lappland 67°54′51″N 20°11′41″Ö / 67.91425°N 20.19481°Ö
- Mikkojärvi (Karesuando socken, Lappland), sjö i Kiruna kommun och Lappland 67°55′05″N 22°26′07″Ö / 67.91807°N 22.43517°Ö
- Milkasjärvi, sjö i Gällivare kommun och Lappland 66°56′35″N 20°51′28″Ö / 66.94310°N 20.85784°Ö
- Misitonjärvi, sjö i Gällivare kommun och Lappland 66°51′01″N 21°04′32″Ö / 66.85021°N 21.07559°Ö
- Mollijärvi, sjö i Gällivare kommun och Lappland 66°54′05″N 21°19′35″Ö / 66.90128°N 21.32642°Ö
- Moskin-Kuorpojärvi, sjö i Gällivare kommun och Lappland 67°25′19″N 20°58′55″Ö / 67.42207°N 20.98185°Ö
- Motsuhakajärvi, sjö i Kiruna kommun och Lappland 68°34′39″N 21°48′40″Ö / 68.57755°N 21.81123°Ö
- Mukalajärvi, sjö i Gällivare kommun och Lappland 66°59′40″N 21°35′55″Ö / 66.99439°N 21.59872°Ö
- Mukkaperänjärvi, sjö i Kiruna kommun och Lappland 68°12′50″N 21°51′03″Ö / 68.21389°N 21.85094°Ö
- Mullojärvi, sjö i Gällivare kommun och Lappland 66°34′04″N 21°28′23″Ö / 66.56786°N 21.47307°Ö
- Munakkajärvi, sjö i Gällivare kommun och Lappland 67°50′19″N 19°25′12″Ö / 67.83869°N 19.42010°Ö
- Muotkajärvi (Gällivare socken, Lappland, 748577-174896), sjö i Gällivare kommun och Lappland 67°21′39″N 21°36′26″Ö / 67.36078°N 21.60729°Ö
- Muotkajärvi (Gällivare socken, Lappland, 748865-175478), sjö i Gällivare kommun och Lappland 67°23′03″N 21°44′18″Ö / 67.38408°N 21.73828°Ö
- Muotkajärvi (Gällivare socken, Lappland, 749017-171901), sjö i Gällivare kommun och Lappland 67°25′33″N 20°54′56″Ö / 67.42590°N 20.91552°Ö
- Muotkajärvi (Jukkasjärvi socken, Lappland), sjö i Kiruna kommun och Lappland 67°29′45″N 21°07′21″Ö / 67.49573°N 21.12257°Ö
- Mustafärijärvi, sjö i Gällivare kommun och Lappland 66°49′11″N 20°26′55″Ö / 66.81981°N 20.44869°Ö
- Mustajärvi (Gällivare socken, Lappland, 741697-170785), sjö i Gällivare kommun och Lappland 66°46′45″N 20°31′51″Ö / 66.77909°N 20.53070°Ö
- Mustajärvi (Gällivare socken, Lappland, 744585-172980), sjö i Gällivare kommun och Lappland 67°01′17″N 21°04′58″Ö / 67.02129°N 21.08282°Ö
- Mustajärvi (Gällivare socken, Lappland, 746388-173562), sjö i Gällivare kommun och Lappland 67°10′34″N 21°15′01″Ö / 67.17601°N 21.25038°Ö
- Mustajärvi (Karesuando socken, Lappland, 756516-180055), sjö i Kiruna kommun och Lappland 68°01′19″N 23°00′31″Ö / 68.02194°N 23.00857°Ö
- Mustajärvi (Karesuando socken, Lappland, 759743-178277), sjö i Kiruna kommun och Lappland 68°19′25″N 22°40′07″Ö / 68.32373°N 22.66857°Ö
- Mustijärvi, sjö i Kiruna kommun och Lappland 67°22′44″N 21°57′32″Ö / 67.37875°N 21.95883°Ö
- Muurasjärvi, sjö i Gällivare kommun och Lappland 66°55′06″N 21°42′25″Ö / 66.91831°N 21.70697°Ö
- Myllyjärvi (Gällivare socken, Lappland, 740192-173700), sjö i Gällivare kommun och Lappland 66°37′25″N 21°09′39″Ö / 66.62356°N 21.16083°Ö
- Myllyjärvi (Gällivare socken, Lappland, 741980-172262), sjö i Gällivare kommun och Lappland 66°47′38″N 20°52′13″Ö / 66.79399°N 20.87019°Ö
- Myllyjärvi (Gällivare socken, Lappland, 749616-173124), sjö i Gällivare kommun och Lappland 67°28′20″N 21°12′48″Ö / 67.47211°N 21.21343°Ö
- Mäntyvaaranjärvi, sjö i Gällivare kommun och Lappland 67°01′36″N 21°40′12″Ö / 67.02678°N 21.67003°Ö
- Mätasjärvi, sjö i Gällivare kommun och Lappland 67°24′07″N 21°35′04″Ö / 67.40183°N 21.58431°Ö
- Mätäsjärvi, sjö i Kiruna kommun och Lappland 67°30′58″N 21°57′25″Ö / 67.51621°N 21.95695°Ö
- Naalojärvi, sjö i Gällivare kommun och Lappland 67°12′59″N 20°38′31″Ö / 67.21645°N 20.64204°Ö
- Nalmuisenjärvi, sjö i Kiruna kommun och Lappland 67°57′12″N 21°15′02″Ö / 67.95335°N 21.25068°Ö
- Narkajärvi (Karesuando socken, Lappland, 757154-176973), sjö i Kiruna kommun och Lappland 68°06′53″N 22°17′38″Ö / 68.11460°N 22.29394°Ö
- Narkajärvi (Karesuando socken, Lappland, 757875-177381), sjö i Kiruna kommun och Lappland 68°10′07″N 22°25′32″Ö / 68.16874°N 22.42546°Ö
- Narkausjärvi, sjö i Gällivare kommun och Lappland 67°15′42″N 21°48′58″Ö / 67.26165°N 21.81612°Ö
- Nattajärvi, sjö i Gällivare kommun och Lappland 66°47′22″N 21°03′12″Ö / 66.78952°N 21.05343°Ö
- Naulajärvi, sjö i Gällivare kommun och Lappland 66°46′32″N 21°13′38″Ö / 66.77545°N 21.22723°Ö
- Niemijärvi (Jukkasjärvi socken, Lappland, 755079-175796), sjö i Kiruna kommun och Lappland 67°56′00″N 21°58′11″Ö / 67.93329°N 21.96963°Ö
- Niemijärvi (Jukkasjärvi socken, Lappland, 756821-175564), sjö i Kiruna kommun och Lappland 68°05′37″N 21°56′54″Ö / 68.09363°N 21.94825°Ö
- Niipijärvi, sjö i Kiruna kommun och Lappland 68°00′43″N 22°16′50″Ö / 68.01199°N 22.28068°Ö
- Niitu Nilijärvi, sjö i Gällivare kommun och Lappland 67°26′46″N 20°53′25″Ö / 67.44620°N 20.89038°Ö
- Niityjärvi, sjö i Kiruna kommun och Lappland 68°09′21″N 22°38′51″Ö / 68.15590°N 22.64748°Ö
- Nikajärvi (Jukkasjärvi socken, Lappland, 753494-176460), sjö i Kiruna kommun och Lappland 67°47′25″N 22°04′56″Ö / 67.79034°N 22.08223°Ö
- Nikajärvi (Jukkasjärvi socken, Lappland, 753627-177551), sjö i Kiruna kommun och Lappland 67°47′20″N 22°20′48″Ö / 67.78885°N 22.34675°Ö
- Nikkajärvi, sjö i Kiruna kommun och Lappland 67°43′55″N 22°03′25″Ö / 67.73207°N 22.05686°Ö
- Nikkanenänjärvi, sjö i Gällivare kommun och Lappland 66°48′54″N 20°30′09″Ö / 66.81489°N 20.50248°Ö
- Nikku-Jussinjärvi, sjö i Kiruna kommun och Lappland 67°46′12″N 20°51′10″Ö / 67.76989°N 20.85290°Ö
- Nikujärvi, sjö i Kiruna kommun och Lappland 67°46′28″N 21°48′15″Ö / 67.77453°N 21.80429°Ö
- Nikuvaarnijärvi, sjö i Kiruna kommun och Lappland 67°39′15″N 21°01′36″Ö / 67.65425°N 21.02677°Ö
- Nilakkajärvi, sjö i Gällivare kommun och Lappland 67°38′40″N 20°16′43″Ö / 67.64458°N 20.27854°Ö
- Nilijärvi (Gällivare socken, Lappland, 745040-173627), sjö i Gällivare kommun och Lappland 67°03′25″N 21°14′23″Ö / 67.05692°N 21.23971°Ö
- Nilijärvi (Gällivare socken, Lappland, 747834-172645), sjö i Gällivare kommun och Lappland 67°18′45″N 21°03′56″Ö / 67.31243°N 21.06548°Ö
- Nilijärvi (Gällivare socken, Lappland, 748775-174126), sjö i Gällivare kommun och Lappland 67°23′15″N 21°25′30″Ö / 67.38760°N 21.42493°Ö
- Nilsinjärvi, sjö i Gällivare kommun och Lappland 66°39′53″N 20°56′50″Ö / 66.66470°N 20.94728°Ö
- Nimismiehenjärvi, sjö i Gällivare kommun och Lappland 67°20′38″N 20°33′18″Ö / 67.34399°N 20.55503°Ö
- Niskajärvi (Gällivare socken, Lappland), sjö i Gällivare kommun och Lappland 66°54′33″N 21°53′52″Ö / 66.90927°N 21.89783°Ö
- Niskajärvi (Jukkasjärvi socken, Lappland, 751625-176640), sjö i Kiruna kommun och Lappland 67°36′58″N 22°05′26″Ö / 67.61614°N 22.09054°Ö
- Niskajärvi (Jukkasjärvi socken, Lappland, 751702-176455), sjö i Kiruna kommun och Lappland 67°37′44″N 22°02′11″Ö / 67.62878°N 22.03625°Ö
- Niskajärvi (Jukkasjärvi socken, Lappland, 758456-166676), sjö i Kiruna kommun och Lappland 68°17′24″N 19°51′22″Ö / 68.28996°N 19.85606°Ö
- Niskajärvi (Karesuando socken, Lappland), sjö i Kiruna kommun och Lappland 68°10′37″N 22°27′33″Ö / 68.17702°N 22.45909°Ö
- Nitsajärvi, sjö i Gällivare kommun och Lappland 66°47′14″N 22°01′52″Ö / 66.78730°N 22.03110°Ö
- Nivanalastanjärvi, sjö i Kiruna kommun och Lappland 67°47′42″N 22°14′54″Ö / 67.79512°N 22.24826°Ö
- Njakajärvi, sjö i Gällivare kommun och Lappland 67°02′28″N 20°37′08″Ö / 67.04115°N 20.61879°Ö
- Njarkajärvi, sjö i Gällivare kommun och Lappland 66°53′55″N 20°51′46″Ö / 66.89852°N 20.86280°Ö
- Njoskijärvi, sjö i Kiruna kommun och Lappland 68°08′05″N 22°28′26″Ö / 68.13471°N 22.47388°Ö
- Njuktjajärvi, sjö i Gällivare kommun och Lappland 66°54′51″N 21°06′20″Ö / 66.91413°N 21.10567°Ö
- Nolttojärvi, sjö i Kiruna kommun och Lappland 67°37′59″N 21°50′10″Ö / 67.63311°N 21.83602°Ö
- Norsijärvi, sjö i Gällivare kommun och Lappland 66°50′28″N 22°03′37″Ö / 66.84106°N 22.06034°Ö
- Nukutusjärvi, sjö i Kiruna kommun och Lappland 67°54′11″N 20°15′23″Ö / 67.90298°N 20.25640°Ö
- Nummajärvi, sjö i Kiruna kommun och Lappland 68°08′44″N 21°31′16″Ö / 68.14543°N 21.52105°Ö
- Nunasjärvi (Gällivare socken, Lappland), sjö i Gällivare kommun och Lappland 67°30′58″N 20°58′08″Ö / 67.51610°N 20.96881°Ö
- Nunasjärvi (Jukkasjärvi socken, Lappland), sjö i Kiruna kommun och Lappland 67°43′53″N 21°21′18″Ö / 67.73152°N 21.35510°Ö
- Nunisjärvi, sjö i Gällivare kommun och Lappland 67°06′49″N 20°51′39″Ö / 67.11374°N 20.86095°Ö
- Nunnasenjärvi, sjö i Gällivare kommun och Lappland 67°08′25″N 21°11′58″Ö / 67.14041°N 21.19954°Ö
- Nuolajärvi, sjö i Gällivare kommun och Lappland 67°08′18″N 20°42′25″Ö / 67.13823°N 20.70703°Ö
- Nuorkojärvi, sjö i Gällivare kommun och Lappland 66°51′46″N 20°54′11″Ö / 66.86270°N 20.90316°Ö
- Nuortajärvi, sjö i Gällivare kommun och Lappland 67°09′31″N 20°43′25″Ö / 67.15867°N 20.72368°Ö
- Nuottajärvi, sjö i Gällivare kommun och Lappland 67°18′24″N 21°02′31″Ö / 67.30654°N 21.04206°Ö
- Nutukkajärvi, sjö i Kiruna kommun och Lappland 67°38′46″N 21°45′48″Ö / 67.64615°N 21.76324°Ö
- Nuulankijärvi, sjö i Kiruna kommun och Lappland 68°04′13″N 22°56′26″Ö / 68.07036°N 22.94054°Ö
- Nälkä Vasikkajärvi, sjö i Gällivare kommun och Lappland 67°28′08″N 21°03′57″Ö / 67.46881°N 21.06589°Ö
- Nälkä-Kuorpojärvi, sjö i Gällivare kommun och Lappland 67°25′45″N 20°59′01″Ö / 67.42930°N 20.98365°Ö
- Nälkäjärvi (Gällivare socken, Lappland), sjö i Gällivare kommun och Lappland 67°26′51″N 21°03′14″Ö / 67.44761°N 21.05394°Ö
- Nälkäjärvi (Jukkasjärvi socken, Lappland, 753066-171747), sjö i Kiruna kommun och Lappland 67°47′23″N 20°58′05″Ö / 67.78974°N 20.96816°Ö
- Nälkäjärvi (Jukkasjärvi socken, Lappland, 755242-176593), sjö i Kiruna kommun och Lappland 67°56′22″N 22°09′05″Ö / 67.93932°N 22.15135°Ö
- Ohukaisenjärvi, sjö i Kiruna kommun och Lappland 67°33′59″N 21°53′36″Ö / 67.56643°N 21.89321°Ö
- Oinakkajärvi, sjö i Kiruna kommun och Lappland 67°54′23″N 20°26′23″Ö / 67.90644°N 20.43965°Ö
- Olkusjärvi, sjö i Gällivare kommun och Lappland 66°48′30″N 20°33′01″Ö / 66.80834°N 20.55025°Ö
- Ollinjärvi (Gällivare socken, Lappland), sjö i Gällivare kommun och Lappland 67°44′34″N 20°05′00″Ö / 67.74273°N 20.08328°Ö
- Ollinjärvi (Jukkasjärvi socken, Lappland), sjö i Kiruna kommun och Lappland 68°05′12″N 21°45′51″Ö / 68.08670°N 21.76422°Ö
- Omakotijärvi, sjö i Jokkmokks kommun och Lappland 66°35′15″N 20°35′30″Ö / 66.58749°N 20.59177°Ö
- Ommakkajärvi, sjö i Gällivare kommun och Lappland 67°23′08″N 21°18′37″Ö / 67.38553°N 21.31038°Ö
- Onkijärvet (Jukkasjärvi socken, Lappland, 750347-174609), sjö i Kiruna kommun och Lappland 67°31′21″N 21°34′38″Ö / 67.52257°N 21.57735°Ö
- Onkijärvet (Jukkasjärvi socken, Lappland, 750375-174578), sjö i Kiruna kommun och Lappland 67°31′31″N 21°34′15″Ö / 67.52533°N 21.57074°Ö
- Onkijärvi (Gällivare socken, Lappland, 742125-172732), sjö i Gällivare kommun och Lappland 66°48′13″N 20°58′46″Ö / 66.80348°N 20.97933°Ö
- Onkijärvi (Gällivare socken, Lappland, 748254-173425), sjö i Gällivare kommun och Lappland 67°20′49″N 21°15′29″Ö / 67.34693°N 21.25808°Ö
- Onkimaajärvi, sjö i Gällivare kommun och Lappland 66°47′45″N 20°37′02″Ö / 66.79580°N 20.61710°Ö
- Orhiinjärvi, sjö i Kiruna kommun och Lappland 67°45′50″N 22°22′43″Ö / 67.76379°N 22.37849°Ö
- Outajärvi, sjö i Kiruna kommun och Lappland 68°25′05″N 22°16′54″Ö / 68.41799°N 22.28166°Ö
- Outisenjärvi, sjö i Kiruna kommun och Lappland 68°11′25″N 22°40′55″Ö / 68.19015°N 22.68197°Ö
- Oyrijärvi, sjö i Kiruna kommun och Lappland 68°11′40″N 22°44′48″Ö / 68.19447°N 22.74678°Ö